# 海老名駅
海老名駅（えびなえき）は、神奈川県海老名市めぐみ町及び扇町にある、小田急電鉄・相模鉄道（相鉄）・東日本旅客鉄道（JR東日本）の駅である。

## 概要
神中鉄道（現・相模鉄道）の小田原急行電鉄（現・小田急電鉄）への乗り入れ開始に伴い、1941年11月25日に神中鉄道により共同駅として、両路線の合流点（押堀西交差点付近）に開業した。
当駅の開業以前の神中鉄道と小田急の乗り換えは、現在の厚木駅の場所にあった神中鉄道中新田口乗降場（海老名駅開設に伴い廃止　現・JR相模線厚木駅プラットホーム付近）と小田原急行電鉄小田原線河原口駅（現・厚木駅）で行われていた。互いの駅はすぐ近くにあるとはいえ徒歩連絡であったため、不便であった。そこで神中鉄道は小田急へ電車を乗り入れることになり、神中鉄道の起点であった厚木駅から相模国分駅（現・相模国分信号所）までの区間（現・相鉄厚木線）の旅客営業を廃止し、新線として海老名駅 - 相模国分駅間を建設し、本線を切り替えた。これに伴い開設されたのが、海老名駅である。なお開業当初は小田急の電車は停車せず、相模厚木駅（現・本厚木駅）まで乗り入れる神中鉄道のディーゼル自動客車のみが停車していた。小田急の電車が停車するようになったのは、戦時統制下でいわゆる大東急として両社がともに東急の支配下にあった1943年4月1日からである。なお海老名駅停車に伴い、小田急の隣駅である海老名国分駅は同日付で廃止された。
海老名電車基地の建設と駅周辺の再開発に伴い、1973年12月20日に駅を400メートル小田原寄りの現在地に移転した。
2016年からは一部の小田急ロマンスカー停車駅となった。
JRの海老名駅は、国鉄分割民営化を翌月に控えた1987年3月21日に日本国有鉄道相模線の駅として開業した。当駅は請願駅であり、駅設置費用3億2,300万円は海老名市が負担した。なお線形の改良などは行われなかったため、相鉄・小田急の海老名駅から北西に約200メートル離れた場所にある。そのため駅間には自由通路や動く歩道が整備されたものの、距離があるため乗り換えの便はよくない。ただし駅間地区は、その立地を生かして1972年には小田急の海老名電車基地が、1980年代には海老名市文化会館・海老名市立中央図書館などの公共施設が建設され、2010年代からは駅周辺はららぽーと海老名などの商業ビルや高層マンションの開発が進められている。

## 乗り入れ路線
小田急の小田原線、相鉄の相鉄本線、JR東日本の相模線の計3路線が乗り入れている。小田急電鉄と相模鉄道の駅には各路線ごとに駅番号が付与されている。
小田急線には一部の特急「ロマンスカー」も停車する。
- 小田急電鉄： 小田原線 - 駅番号「OH 32」
- 相模鉄道： 相鉄本線 - 駅番号「SO18」
- JR東日本：■ 相模線

相鉄の相鉄本線においては当駅が終点となっている。

## 歴史

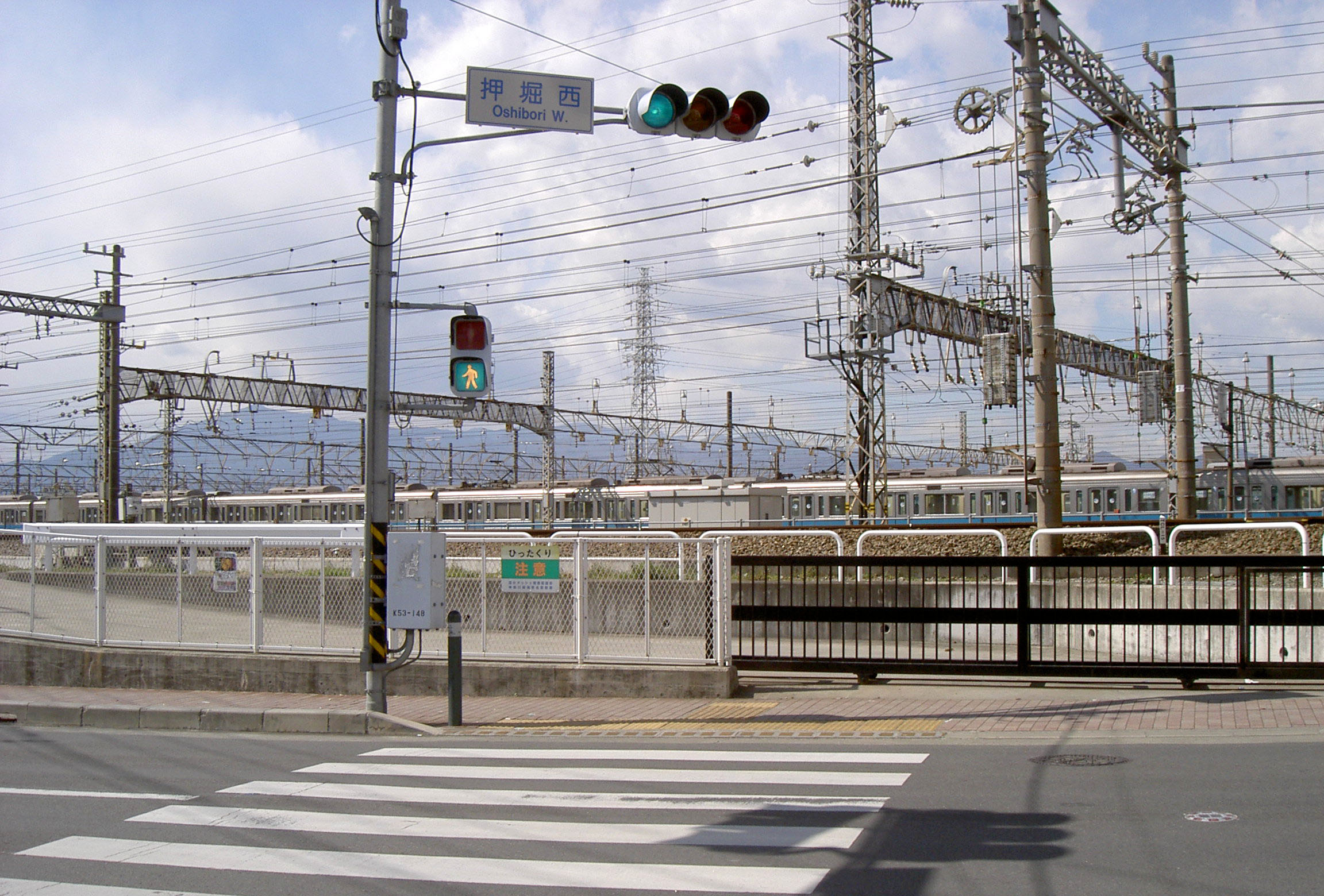
移設以前の初代海老名駅跡地（2007年3月8日、）

### 神中鉄道→相模鉄道
- 1926年（大正15年）5月12日：神中鉄道（現・相模鉄道）の二俣川駅 - 厚木駅間が開業[6]。
- 1941年（昭和16年）
  - 1月20日：相模国分駅 - 海老名駅間 (0.5 km) の新線の建設に着手。
  - 11月25日：小田急小田原線の相模厚木駅（現・本厚木駅）までの乗り入れ開始に伴い、海老名駅を開業。乗り入れる神中鉄道線の列車のみがこの駅に停車した。
- 1943年（昭和18年）4月1日：神中鉄道が相模鉄道と合併し、所属路線が相模鉄道神中線（のちの相鉄本線）になる。小田急への乗り入れを一時中止[7]。
- 1945年（昭和20年）12月25日：小田急への乗り入れを再開。
- 1964年（昭和39年）11月5日：列車本数増加の影響もあり本厚木駅までの乗り入れを中止。
- 1973年（昭和48年）12月21日：南西方向に300m延伸し、駅を現在地に移転。
- 1995年（平成7年）3月19日：自動改札機設置。これをもって、相模鉄道線の全駅に自動改札機の設置が完了。
- 2007年（平成19年）3月18日：ICカード「PASMO」の利用が可能となる。
- 2009年（平成21年）
  - 6月：ホーム拡幅工事が完了。発車標が新型のものに更新される。
  - 8月：接近放送の内容が更新される。
- 2019年（令和元年）
  - 10月：停止位置を約30m横浜寄りに変更され、変更位置に仮設ホームを新設される。
- 2020年（令和2年）
  - 6月：改札位置を約30m横浜寄りに変更され、トイレ、駅事務室、定期券発売所の位置が仮設の建物に変更される。
  - 9月：現改札位置から小田急への連絡通路までの部分が封鎖となり、現改札位置横に仮設の東口階段を新設される。
- 2023年（令和5年）3月25日：北口に新たな改札と駅前広場を新設（詳細は後述）[8][9]。
- 2026年（令和8年）度：新駅舎（2階部分の南北連絡通路と南口新改札含む）が完成予定（詳細は後述）。
  - 上期：ホームドアの使用を開始（予定）[10]。

### 小田原急行鉄道→東京急行電鉄→小田急電鉄
- 1927年（昭和2年）4月1日：小田原急行鉄道（現・小田急電鉄）により小田急小田原線が全線開業。
- 1942年（昭和17年）5月1日：小田急電鉄が吸収合併され、東京急行電鉄小田原線となる[11]。
- 1943年（昭和18年）4月1日：隣駅の海老名国分駅を廃止し、海老名駅の旅客営業を開始。
- 1948年（昭和23年）6月1日：東京急行電鉄から小田急電鉄が分離し、再発足する[11]。
- 1972年（昭和47年）12月18日：全ての急行の停車駅となる。同時に海老名電車基地使用開始。
- 1973年（昭和48年）12月21日：駅を小田原方面に約400m移動し、現在地に移転。
- 2004年（平成16年）12月11日：快速急行、区間準急の停車駅となる[12]。
- 2007年（平成19年）
  - 1月13日：東口階段を一部閉鎖。
  - 3月18日：ICカード「PASMO」の利用が可能となる。
- 2008年（平成20年）
  - 2月3日：臨時改札口並びに臨時改札口と相鉄線とを結ぶ連絡通路を閉鎖。
  - 3月30日：当駅 - 厚木駅間の高架工事が完成。
- 2009年（平成21年）3月29日：小田急と相鉄間の新設連絡通路の使用を開始。
- 2010年（平成22年）
  - 8月20日：自由通路整備事業が完成（詳細は後述）。
  - 11月3日：いきものがかりの楽曲『SAKURA』が接近メロディにアレンジされ使用開始[13]。
- 2012年（平成24年）3月17日：当駅と新松田駅での一般列車の分割・併合を廃止する。
- 2016年（平成28年）3月26日：当駅が一部のロマンスカーの停車駅となる。
- 2018年（平成30年）3月17日：小田急小田原線に通勤準急が設定され、停車駅になる[14]。
- 2021年（令和3年）4月19日：駅前に企業博物館「ロマンスカーミュージアム」を開業[15][16]。
- 2022年（令和4年）：駅直結のオフィスビル開業[15]（詳細は後述）。
- 2024年（令和6年）11月28日：下りホーム（1・2番線）に特急車両対応の大開口ホームドアが使用開始[17]。
- 2025年（令和7年）2月8日：上りホーム（3・4番線）に特急車両対応の大開口ホームドアが使用開始。

### 相模鉄道→省線→国鉄→JR東日本
- 1931年（昭和6年） 4月29日：相模鉄道により厚木駅 - 橋本駅間が延伸し全線開業（のちの相模鉄道相模線）。
- 1944年（昭和19年）6月1日：相模鉄道相模線が戦時買収私鉄に指定され、運輸通信省鉄道総局管轄の相模線として国有化される[18]。
- 1987年（昭和62年）
  - 3月21日：日本国有鉄道（国鉄）の駅として厚木駅・入谷駅間に海老名駅を開業[19][20]。地元の請願で設置されたため、建設費などは全て海老名市が負担した[19]。
  - 4月1日：国鉄分割民営化により、JR東日本の駅となる[20]。
- 2001年（平成13年）11月18日：ICカード「Suica」の利用が可能となる。
- 2006年（平成18年）11月16日：自動改札化完了。
- 2011年（平成23年）3月：駅舎リニューアル工事完成（バリアフリー化）。
- 2015年（平成27年）10月：自由通路整備事業が完成（詳細は後述）。

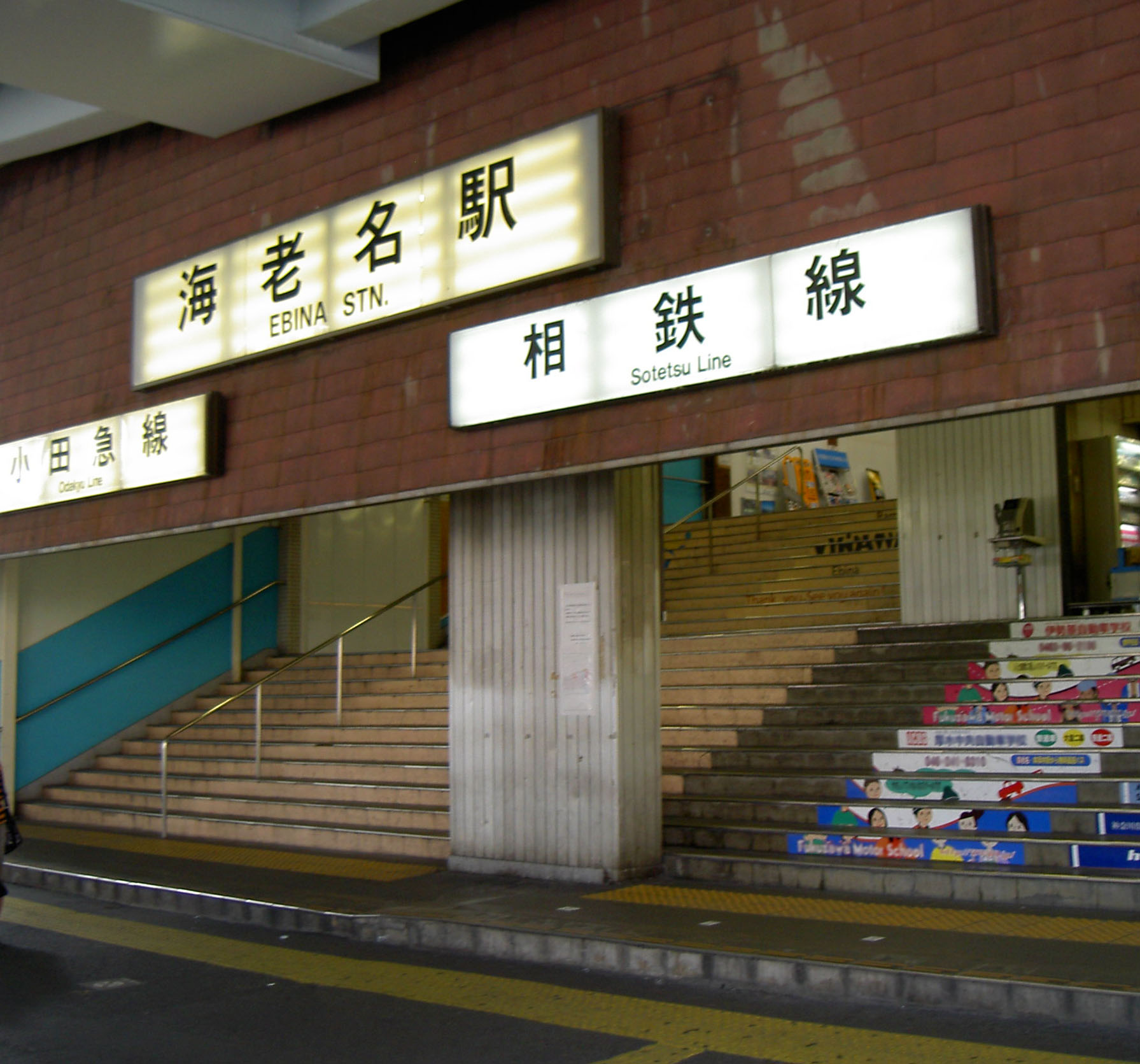
改良工事着手前の東口地上出口。左側部分に小田急ホームへの階段が存在していた。（2006年6月）
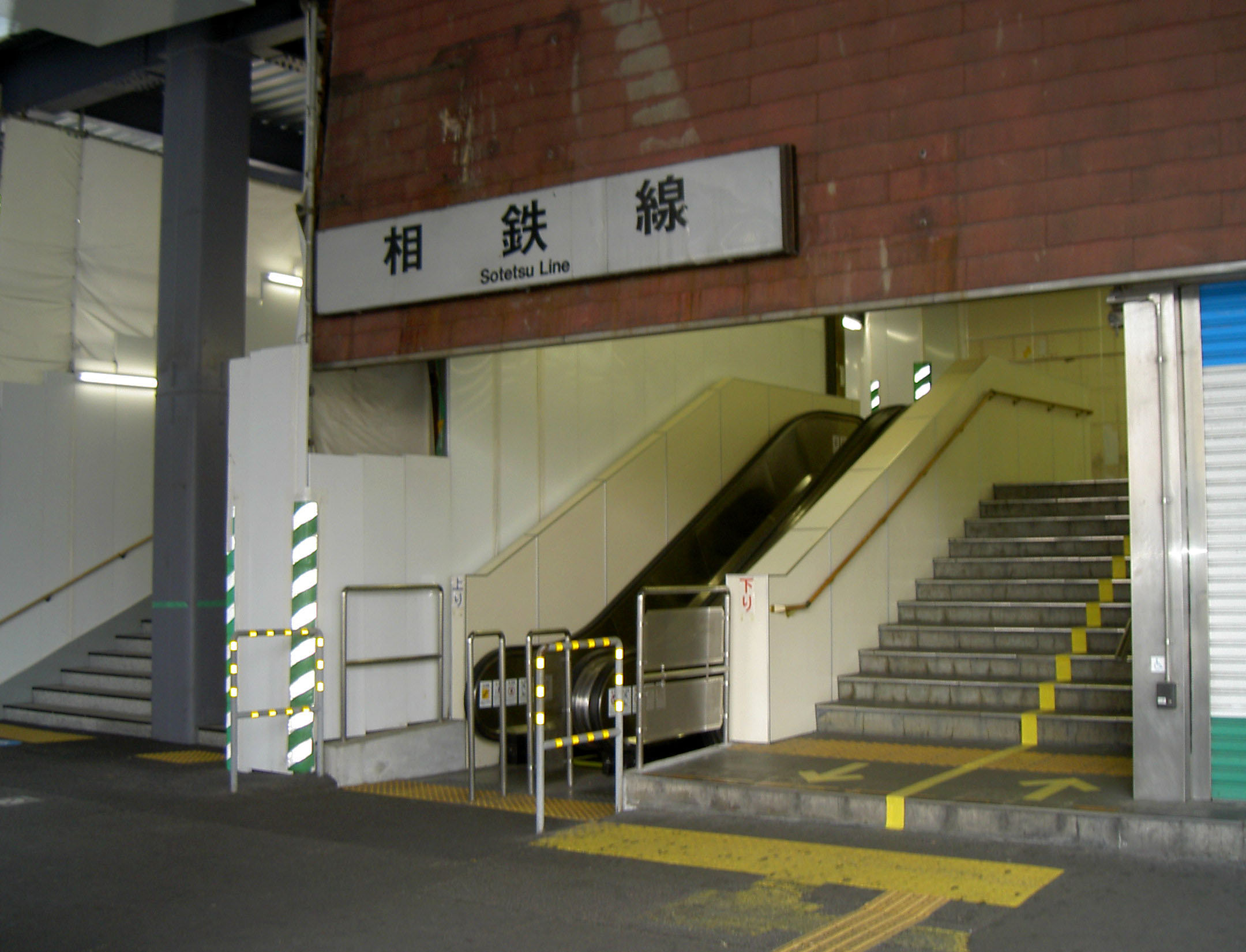
改良工事期間中の東口地上出口。ここから直接小田急ホームへ行くことは不可能であった。（2007年9月）
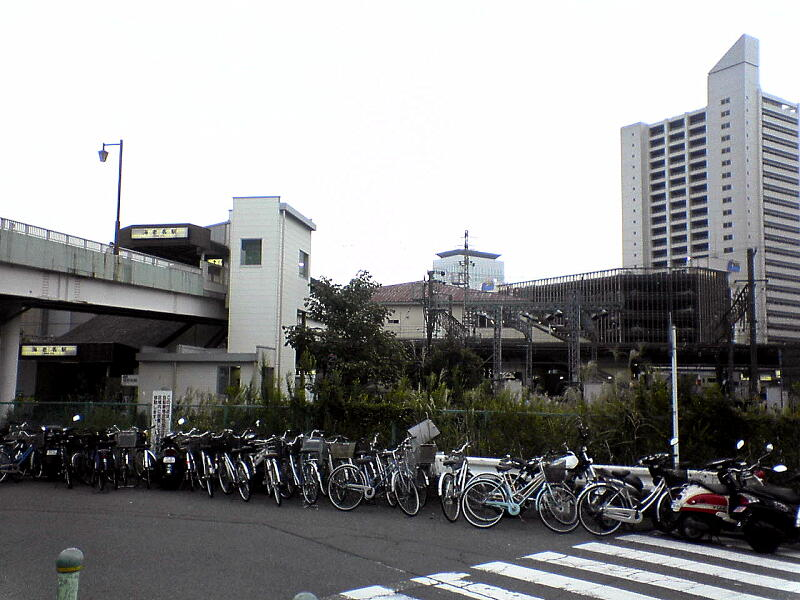
改良工事着手前の小田急・相鉄西口。画面左の跨道橋はJRの東口と連絡している。（2004年10月）
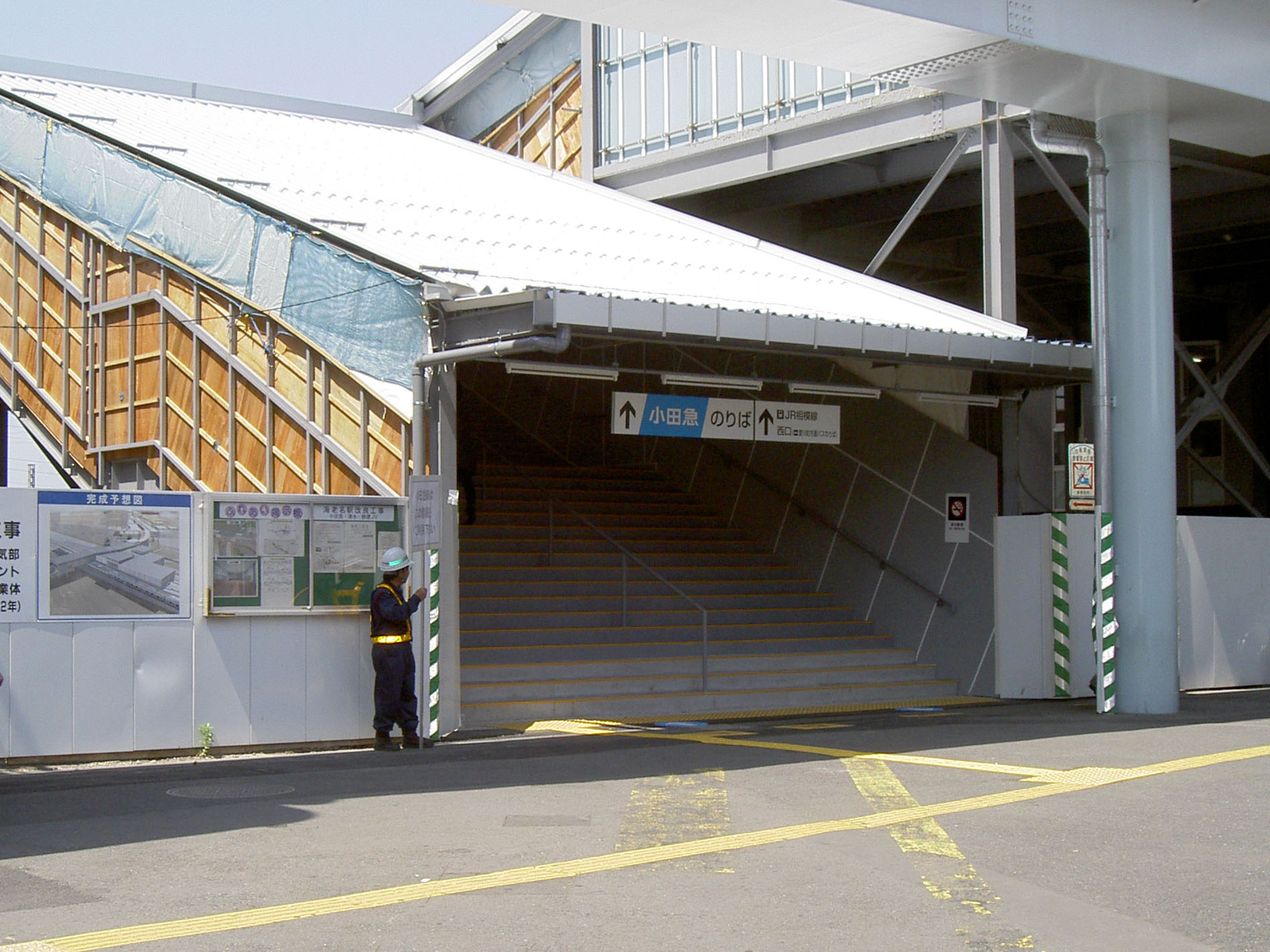
改良工事期間中に新改札口へ向かう仮設階段が存在していたが、2009年3月で閉鎖・解体された。（2007年5月）
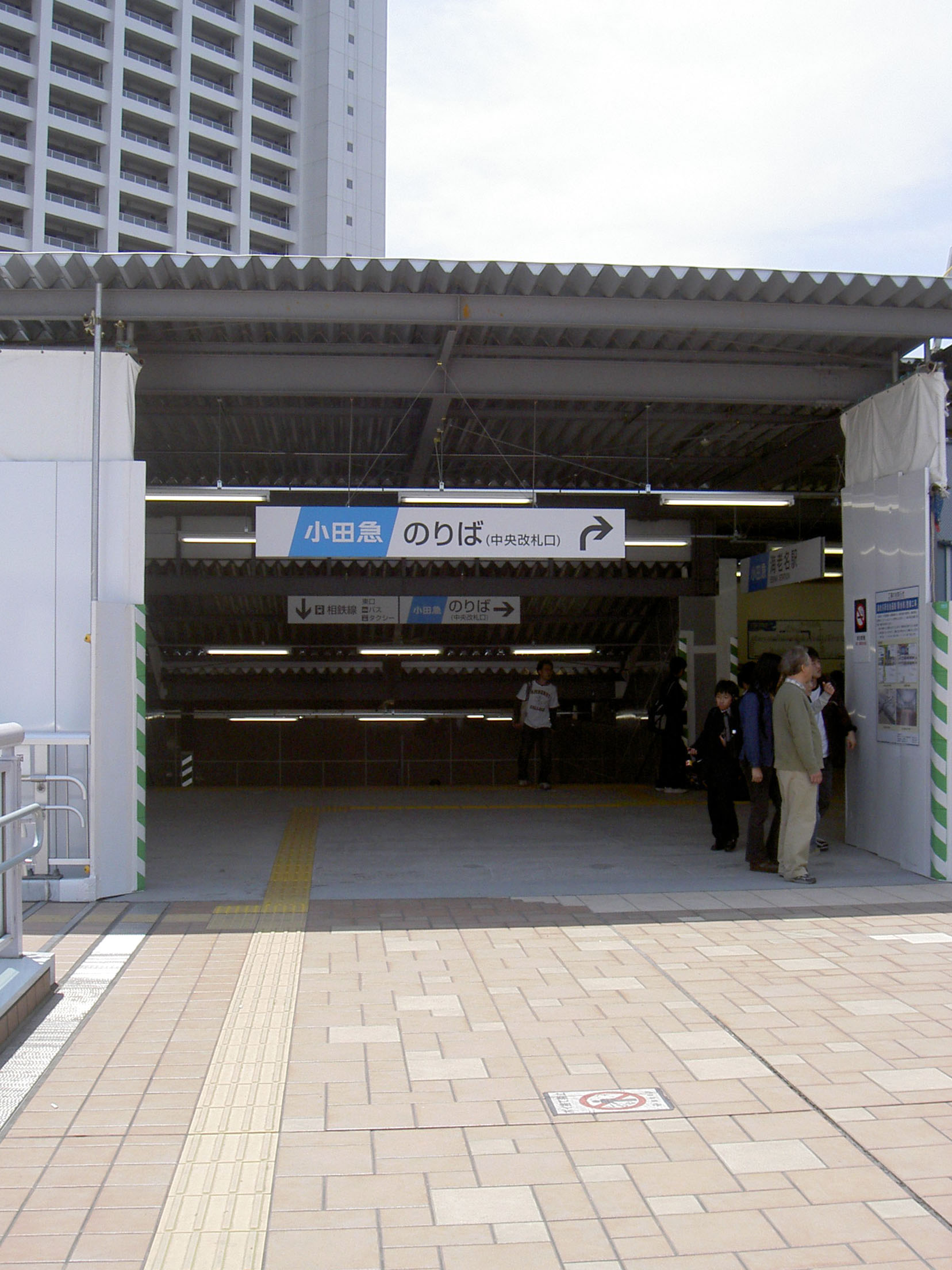
改良工事期間中の自由通路から新改札口への入口（2007年5月）

### 駅名の由来
駅所在地の自治体名が「海老名」であることから。なお、「海老名」の名の由来にはさまざまな説がある（詳細は「海老名市#地名の由来」を参照）。

## 駅構造

### 小田急電鉄
島式ホーム2面4線を持つ地上駅で、橋上駅舎を有している。駅長所在駅であり、「相模大野管区海老名管内」として、相武台前駅 - 厚木駅間の各駅を管理している。
一部の特急ロマンスカーを除き全ての定期列車が停車し、緩急接続や特急ロマンスカーの通過待避などを行う。日中時間帯は全ての列車が当駅で緩急接続を行う。日中以外の時間帯は上りは急行または快速急行が当駅で特急ロマンスカーの待ち合わせ（※停車・通過問わず）を行うが、ロマンスカーの運転が無い場合でも時間調整を目的に当駅で数分程度停車する。
2016年3月26日のダイヤ改正より特急ロマンスカーが一部停車し、平日22本と土休日25本が停車。
かつては主に当駅と相模大野駅で車両の連結・切り離しが行われていたが、2002年3月23日のダイヤ改正によりそのほとんどが新松田駅で行われるようになり、2008年3月15日のダイヤ改正で連結・切り離しそのものが大幅に削減され、2012年3月17日のダイヤ改正で特急ロマンスカー以外の営業列車での途中駅での編成の連結・切り離しは完全に廃止された。
2012年3月16日までのダイヤにおいては、小田原駅発4時台の急行新宿駅行（6両編成、本厚木まで各駅に停車）は当駅で進行方向前方に4両を増結して10両編成に、新宿駅発23時半過ぎの最終急行小田原駅行（本厚木から各駅に停車）は後ろの4両を当駅で切り離し、終点の小田原駅まで行くのは進行方向前方の6両であった。翌17日のダイヤからは、小田原駅発4時台の急行は相模大野駅で乗り継ぐ形に変更され、新宿発23時半過ぎの最終急行小田原駅行は終点まで10両で運転することになった。列車の連結・切り離しは、原則として1番ホーム（下り線）と4番ホーム（上り線）を使用していた。
2010年11月3日より本厚木駅とともに接近メロディとして、海老名市・厚木市出身の音楽ユニット・いきものがかりの楽曲『SAKURA』が使用されている。これは、『ウルトラマン』の楽曲を採用した祖師ヶ谷大蔵駅に次いで2例目である。

#### 駅改良工事
改良工事の進捗に伴い、2009年5月31日初電より新宿寄り階段の使用が開始され、平日6時30分から8時30分まで実施されていた3・4番ホームのエスカレーターの上り専用の扱いが廃止となった。また、自動改札機を入口専用として2台増設した。また、同年12月13日からは改札口が1か所増え、従来からある中央改札口（有人）と新設される西口改札口（無人）の2か所となった。これに合わせて中央改札口ときっぷうりばの場所が新宿方面寄りに移動した。
2010年5月16日からは客用トイレ（本設）の使用が開始され、駅務室が中央改札口の小田原方面寄りに移動、きっぷうりばも左側に移動し、客用トイレ（仮設）は使用停止となった。さらに、ホームのかさ上げ工事と床の舗装も行われた。
2009年3月29日、小田急と相鉄間の新設連絡通路が供用開始となった。また2010年8月20日に自由通路整備事業が完了（詳細は後述）し、構内には小田急マルシェ海老名がオープンしている。

#### バリアフリー施設
改札口からホームへはエレベーターが各ホームに1基ずつ、エスカレーターが各ホームに2基ずつ設置されており、エレベーターは2007年5月12日に、エスカレーターは2008年2月3日にそれぞれ使用を開始した。なお、改良工事期間だった2008年2月から2009年5月ごろまで上りホームのエスカレーターは平日の6:30から8:30まで2基とも上り専用（ホーム→改札階）だった。

#### トイレ
改札内コンコースにあり、男女別に多目的トイレが設置されている。2010年5月16日より現在の位置となり、それ以前は下りホームに設置されていた。

#### その他の設備
- コインロッカー
- 横浜銀行ATM
- 証明写真
- 自動体外式除細動器 (AED) が改札内コンコースの自動精算機脇に設置されている。
- 神奈川県警察鉄道警察隊 海老名分駐所 - 新設により全国で初めてJR以外の駅構内に設置された鉄道警察隊の拠点。（鉄道警察隊は日本国有鉄道（国鉄）の鉄道公安室を引き継いだ経緯から、隊本部や分駐所等は必然的にJR駅構内だけに存在していた。）

#### のりば
| ホーム | 路線     | 方向 | 行先                          |
| ------ | -------- | ---- | ----------------------------- |
| 1・2   | 小田原線 | 下り | 小田原・箱根湯本方面          |
| 3・4   | 小田原線 | 上り | 相模大野・新宿・ 千代田線方面 |

主本線は2番線と3番線であり、1番線と4番線は待避線である。日中時間帯の上り快速急行は、当駅の4番ホームに入り、特急ロマンスカーの通過待ちや海老名駅停車の特急ロマンスカーとの接続を行なうが、接続列車や通過列車がない場合でも待避線に入り、時間調整を行なっていた。しかし、2022年3月改正で特急ロマンスカーの減便と日中時間帯のダイヤ見直しに伴い、本厚木駅始発の上り各駅停車が当駅で特急ロマンスカーや快速急行及び急行の接続待ち・通過待ちを行なう形に変更された。
西側の座間寄りに海老名検車区があり、一日数本ほど当駅始発の列車が設定されている。小田急の4か所ある電車区・車掌区の1つ（海老名電車区・車掌区）でもあり、毎年1回「ファミリー鉄道展」が開催されている。敷地内に初代3000形ロマンスカー「SSE」が格納庫に収納されたまま保存されていたが、2019年5月開催の「ファミリー鉄道展」では格納庫から引き出され、70000形「GSE」と共に展示された。その後の深夜に、大野総合車両所へ送られ、2021年4月開業の「ロマンスカーミュージアム」に収容された。
1番ホームと4番ホームで10両編成の夜間留置がある他、JR東日本E233系2000番台1本・東京メトロ16000系4本の外泊運用がある。

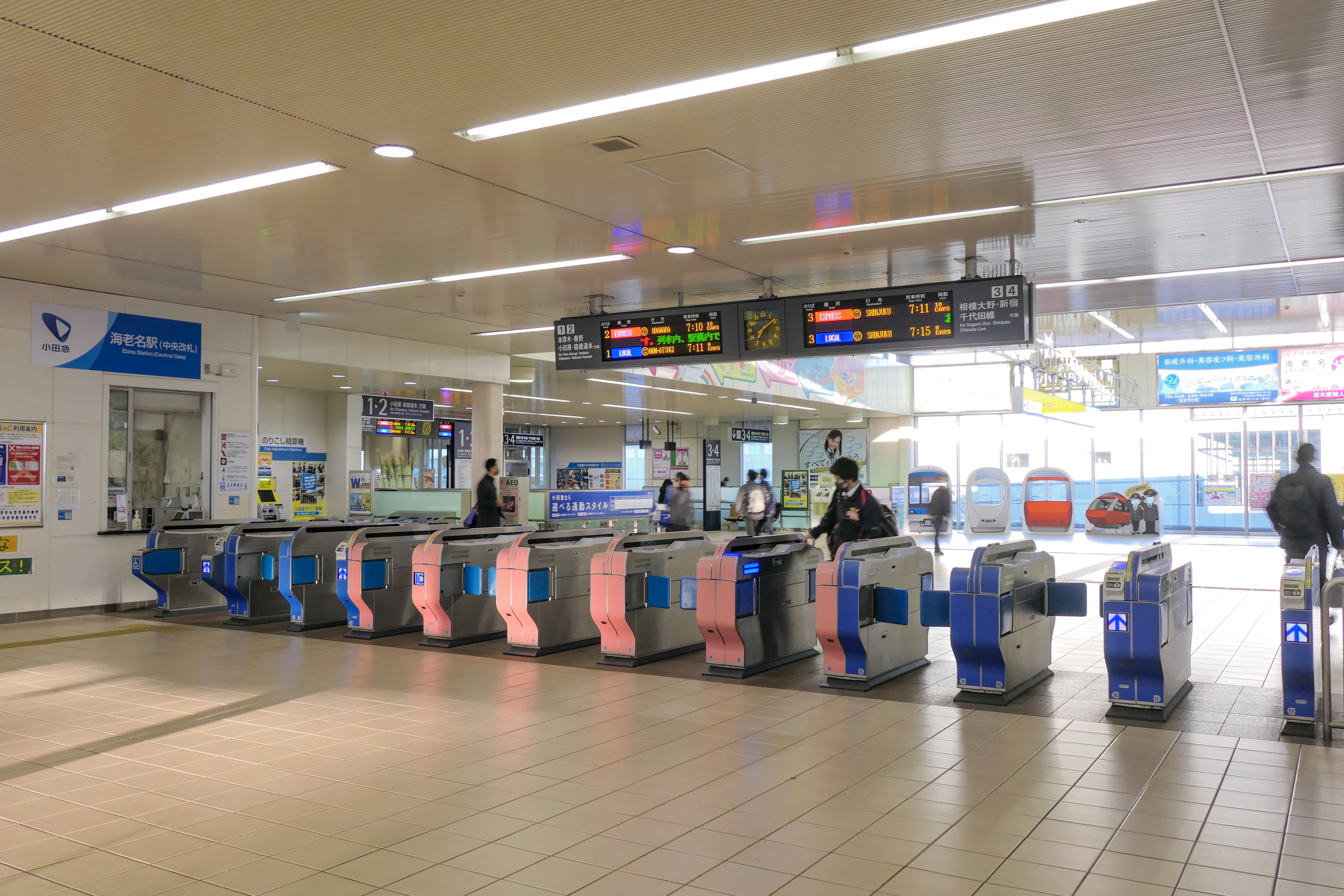
中央改札（2021年10月）
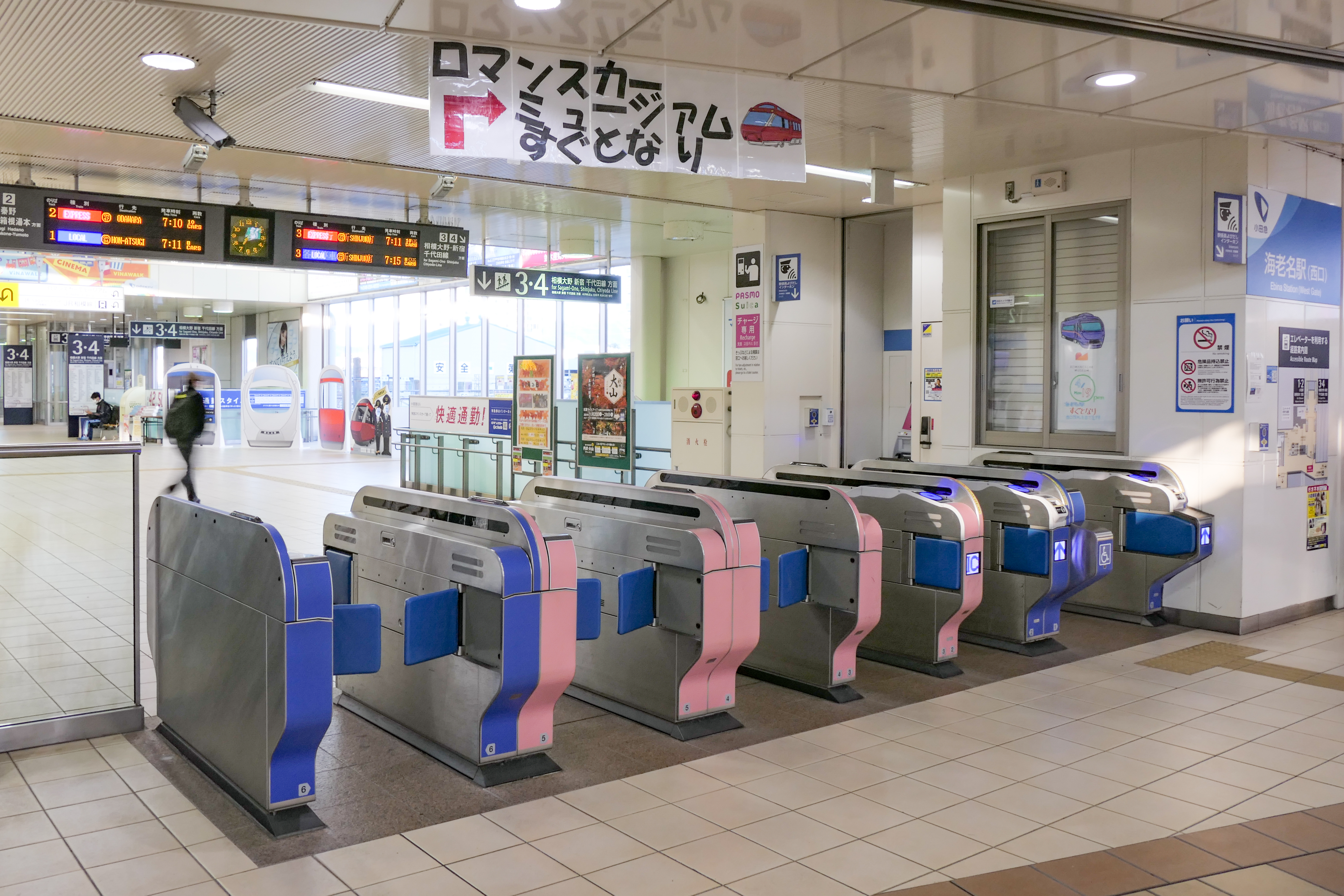
西口改札（2021年10月）
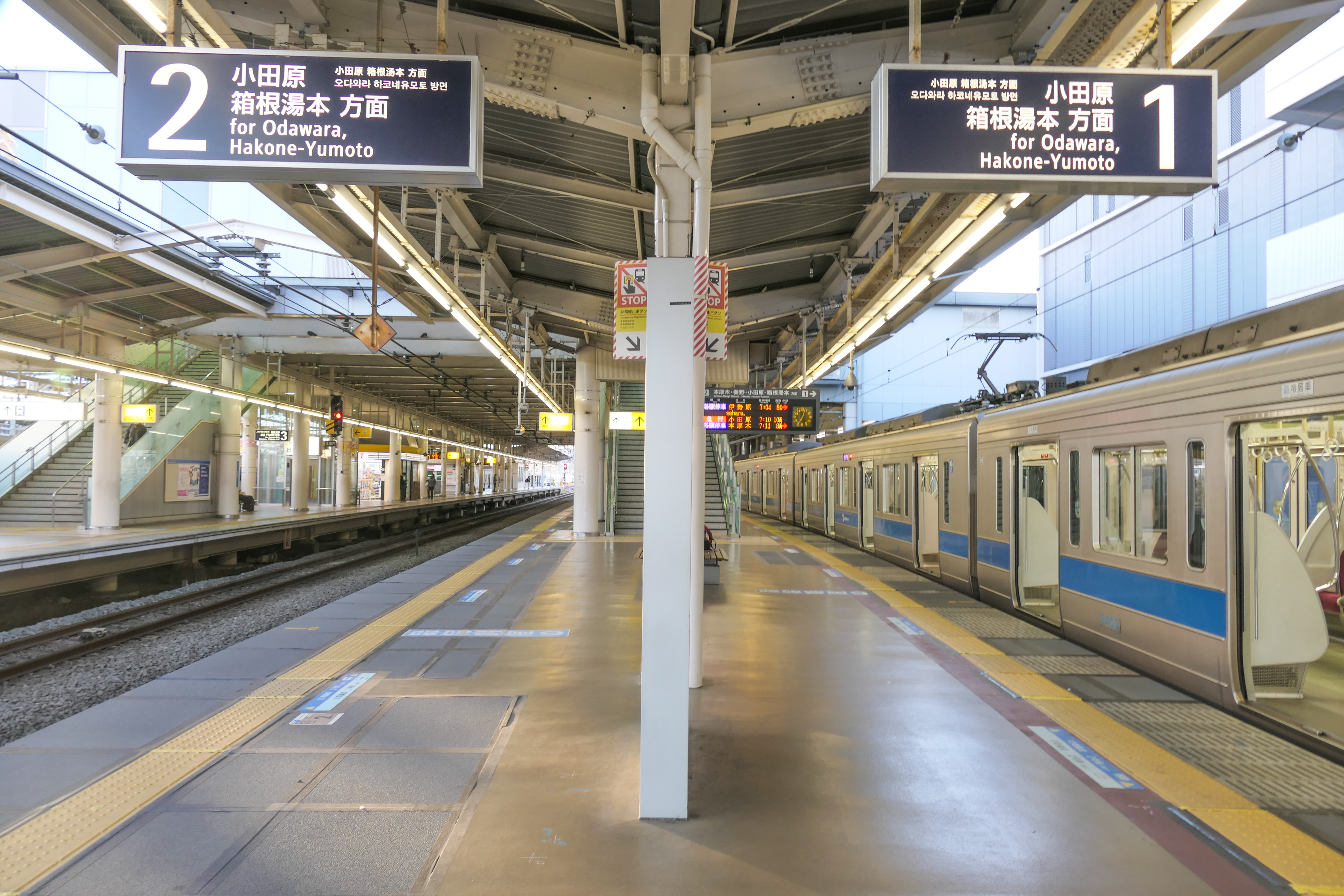
1・2番線ホーム（2021年10月）
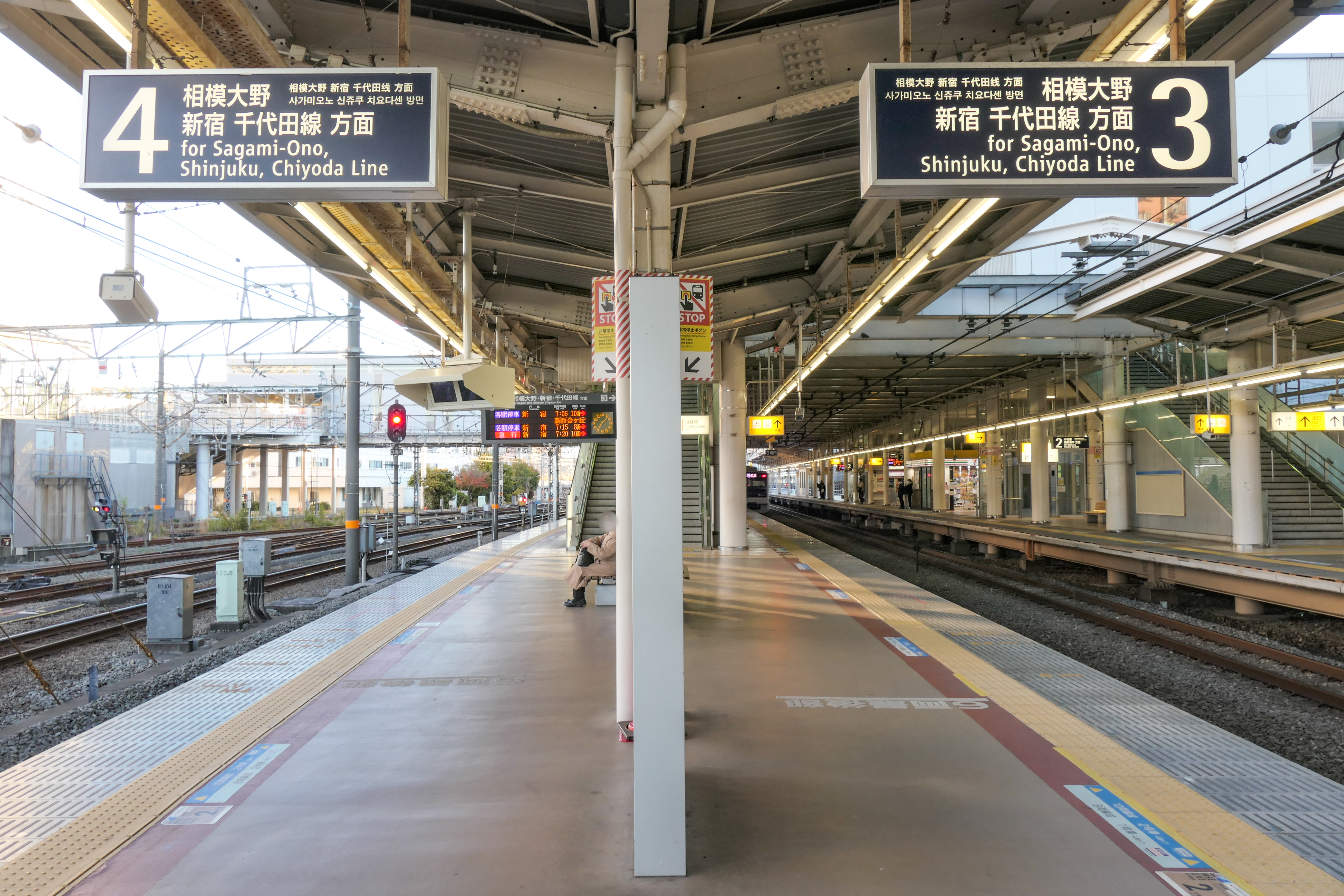
3・4番線ホーム（2021年10月）

#### 特急ロマンスカーの停車要望
海老名市では1981年以来、神奈川県鉄道輸送力増強促進会議を通じて小田急電鉄に対し、当駅への特急ロマンスカーの停車を要望していた。これに対し、小田急電鉄は「今後、旅客の利用状況、駅周辺の状況および鉄道施設の改善状況等を踏まえ、検討していきたい」と回答していた。なお、2009年5月10日には海老名市長を会長とする「海老名発ロマンスカー実現市民会議」が発足し、特急ロマンスカー停車を求める署名運動を行っており、駅前に垂れ幕も掲出している。
その後、2015年8月28日に、2016年3月より日中時間帯に1時間に1本をベースに一部のロマンスカーを停車させることが発表され、同年3月26日より停車するようになった。「はこね」号や「さがみ」号の一部は、当駅と2駅先の本厚木駅のどちらか一方、または両方に停車する。
2018年3月17日のダイヤ改正から一部の「モーニングウェイ」号 が当駅停車となった。なお、メトロモーニングウェイとメトロホームウェイは全て停車する。
2022年3月12日のダイヤ改正により17時以降の下り「ホームウェイ」号は全列車が海老名駅に停車するようになった。

### 相模鉄道
頭端式ホーム1面2線を有する地上駅。駅舎は小田急電鉄のホームに隣接して設置されている。改札口は南側頭端部1か所のみとなっている。なお海老名管区として、当駅 - 相模大塚駅を管理している。旅客営業駅としては相模鉄道最西端の駅である。
相模鉄道によると、利用者が2004年度から3年連続で増加していることから、乗客の安全に配慮し、ラッシュ時のホーム上の混雑を緩和する目的でホームを9メートルから13メートルへと4割程拡幅する工事を行った。2007年11月17日まで使われていた2番線の線路を撤去してその部分にホームを拡幅したため、同年11月2日まで電留線として使われていた3番線が2番線となった。2007年秋から仮設乗り場の建設を行い、当初は2008年9月までの竣工を予定していたが工事の遅れから、2009年6月に整備完了となった。併せて発車標も新しいタイプに交換され、同年8月には自動放送も更新している。

#### 駅改良工事

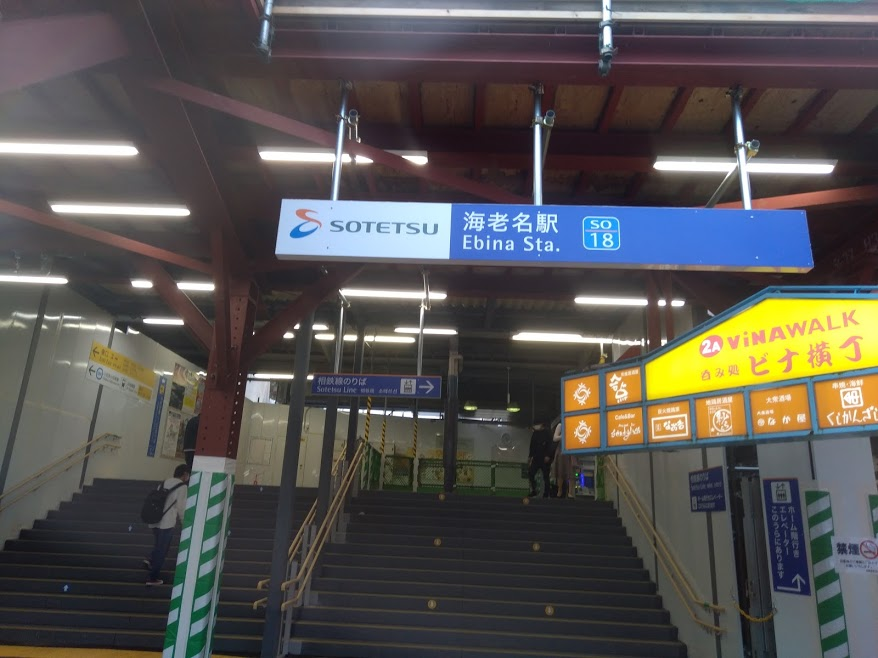
相鉄線仮設東口（2020年10月）現在は閉鎖済

2018年頃から駅の改良工事が行われており、改良工事によって出口が1号車側にも設置されるほか、橋上型駅舎となる。
2019年10月17日より2番線、同年10月19日に1番線のホームが約30メートル横浜寄りに停止位置を変更し、横浜寄り約30メートル部分に屋根なしの仮ホームを設置した。
2020年6月14日より改札位置を約30メートル横浜寄りに変更された。それに伴い、改札内に設置されていたトイレ、駅事務室と改札外にあった定期券発売所が仮設の建物に変更され、多機能トイレ以外は以前の位置と反対のホーム側に設置された。
2020年9月27日から2022年12月23日まで改札位置から旧改札等の施設があった小田急及び自由通路への連絡通路までの部分が封鎖となっていた。それに伴い、改札位置の横に仮設の東口階段とエレベーターが設置されていた。そのため、相鉄 - 小田急・JRの乗り換え及び相鉄 - 西口へ向かう場合、一度東口駅前広場及び東口自由通路2階に出て乗り換える必要があった。なお、混雑緩和のため相鉄から向かう場合は東口自由通路2階、相鉄へ向かう場合は東口駅前広場を利用して乗り換えることを促していた。また、既存の小田急及び自由通路への連絡通路の1階部分から東口駅前広場を結ぶ階段については、平日の6：30 - 8：40は東口駅前広場に降りる方向の一方通行になっていたが、2022年12月24日の始電より従来の乗り換えルートに戻った。

#### バリアフリー施設
東口（駅前広場側）にエスカレーターが2基あり、2006年12月20日に使用を開始した。また、相鉄と小田急の乗換通路にはエスカレーター3基とエレベーター1台があり、2009年3月29日より使用開始した。

#### トイレ
改札内にあり、1番線ホーム側の改札側先端付近に設置されている。

#### その他の設備
改札内にAEDが設置されている。

#### のりば
| 番線 | 路線     | 行先                                             |
| ---- | -------- | ------------------------------------------------ |
| 1・2 | 相鉄本線 | 横浜・湘南台（二俣川のりかえ）・羽沢横浜国大方面 |

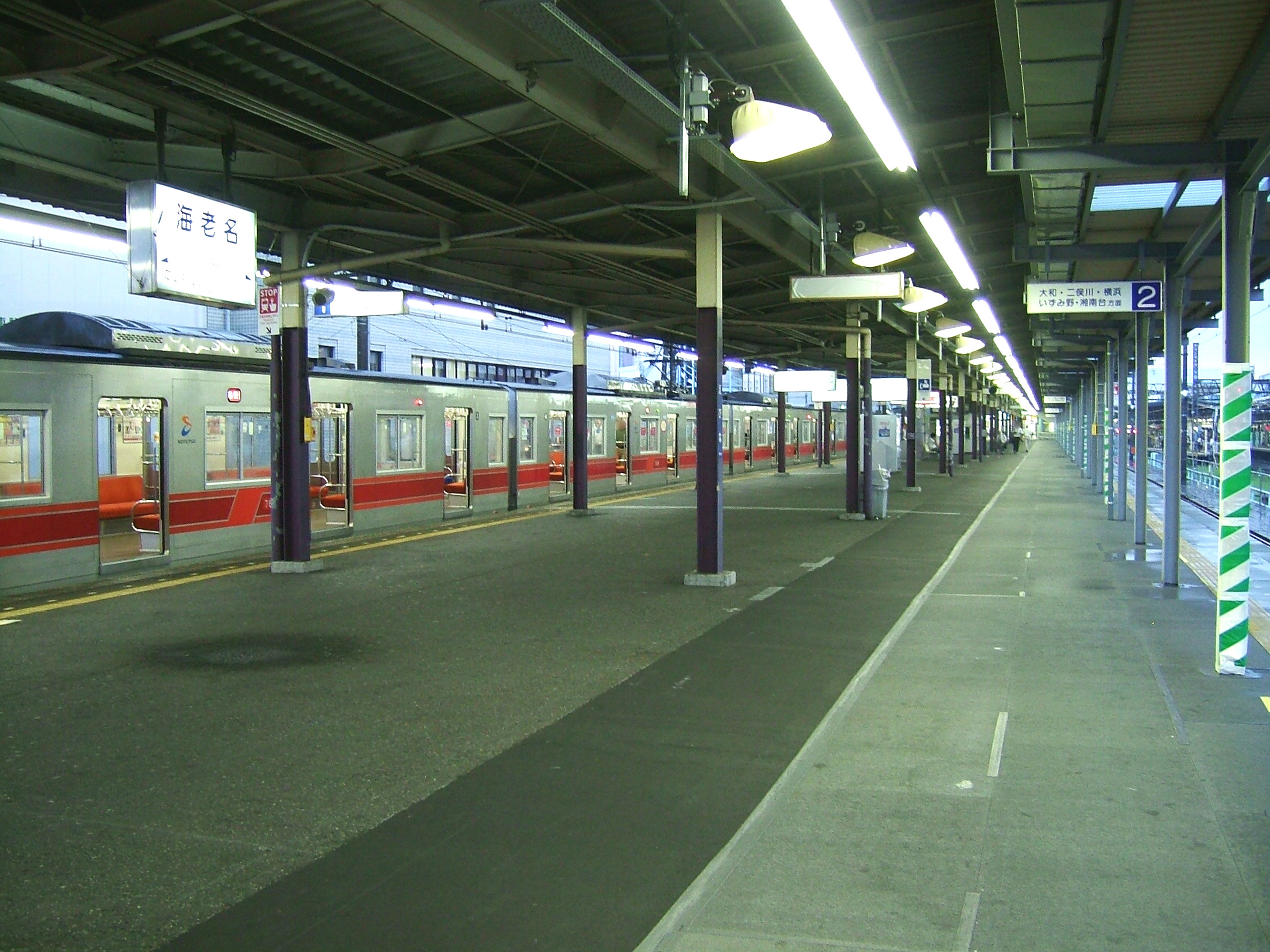
1・2番線ホーム（2008年9月）

#### 備考
- JR相模線海老名駅の東側に厚木操車場に向かう相鉄厚木線が通っているが、営業駅などはない。

### JR東日本
島式ホーム1面2線を持つ地上駅で、橋上駅舎を有している。相模線単独の駅としては最も新しい駅である。また国鉄分割民営化直前に開業された事もあり、国鉄の駅だった期間はわずか11日間だけだった。
ホームと駅舎は小田急・相鉄ホームの西側よりかなり離れた所に設置され、かつては小田急・相鉄の駅とJRの駅とは屋根のない自由通路で連絡していた（自由通路の所要時間はおよそ3分程度であり、小田急・相鉄双方のホームからJRホームまでの移動時間は7分前後を要する）。このため、動く歩道などを設けた新自由通路が駅周辺の再開発に合わせて2015年10月に整備された（詳細は後述）。また、同月に開業したららぽーと海老名も西口に直結された。
湘南・相模統括センター管内の直営駅（駅長配置）であり、管理駅として厚木駅と入谷駅を管理している。駅舎内にはみどりの窓口・自動券売機（近距離乗車券用・指定席券売機）・自動改札機（Suicaオートチャージ対応型）・自動精算機が設置されている。2006年11月16日に自動改札化が完了した。構内にエスカレーターはないが、2011年3月に構内エレベーターを供用開始した。

#### のりば
| 番線 | 路線    | 方向 | 行先             |
| ---- | ------- | ---- | ---------------- |
| 1    | ■相模線 | 上り | 厚木・茅ケ崎方面 |
| 2    | ■相模線 | 下り | 橋本方面         |

（出典：JR東日本:駅構内図）

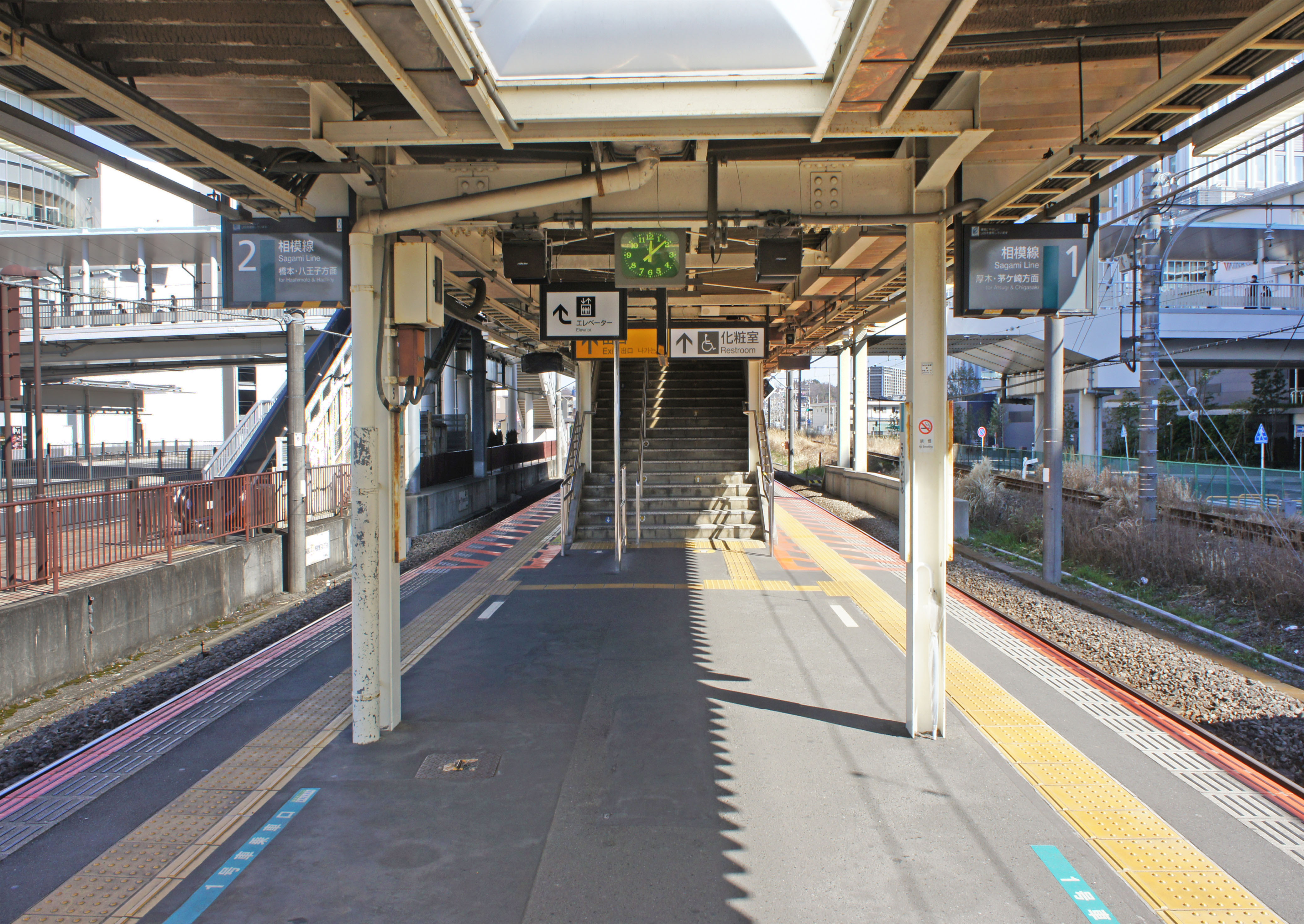
1・2番線ホーム（2022年2月）

##### 備考
- 相模線のほとんどの駅には安全側線がないが、当駅には設けられている。
- 当駅始発茅ケ崎行の列車が数本設定されている。
- 相模線両方向と小田急線本厚木駅方面、相模線社家駅方面と小田急線両方向との乗り換えは、1駅茅ケ崎寄りの厚木駅の方が乗り換え距離が短く便利であり、同駅接続1枚の連絡乗車券も発売される。

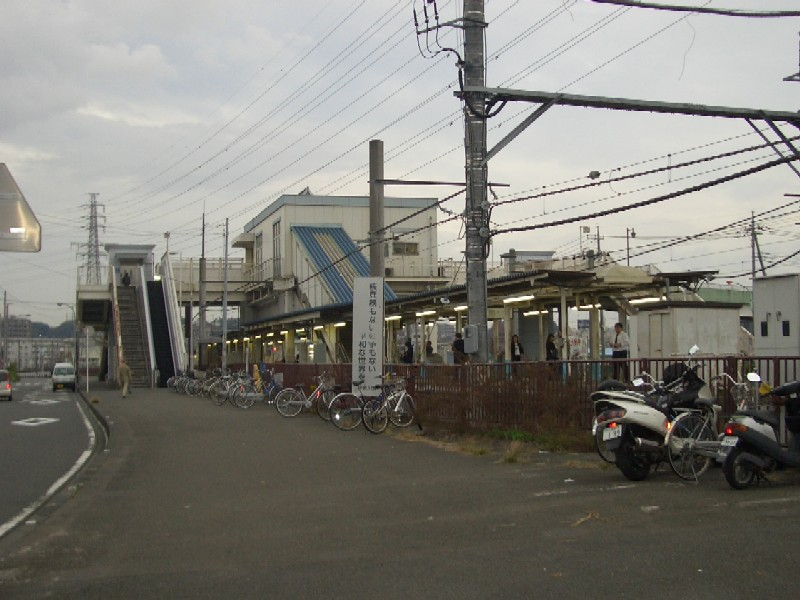
改良前の駅外観（2004年11月）
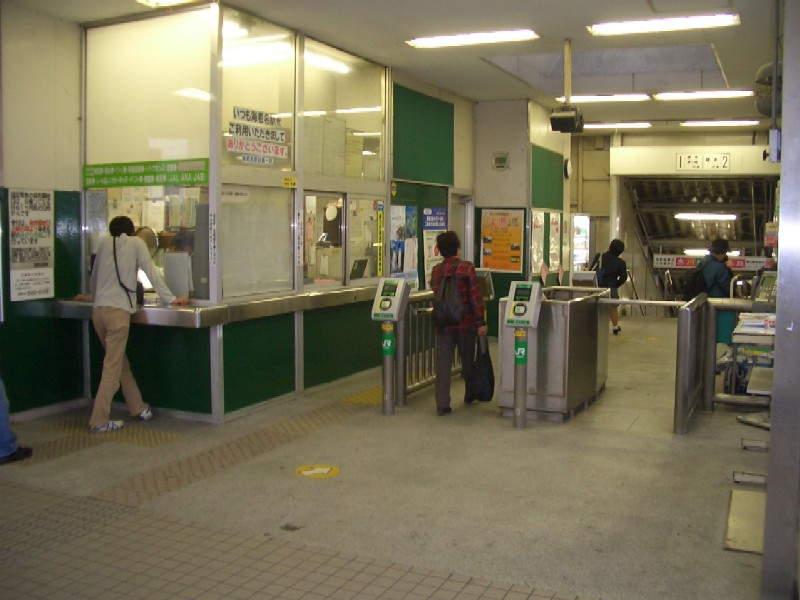
自動改札化前のJR海老名駅改札口（2004年11月）
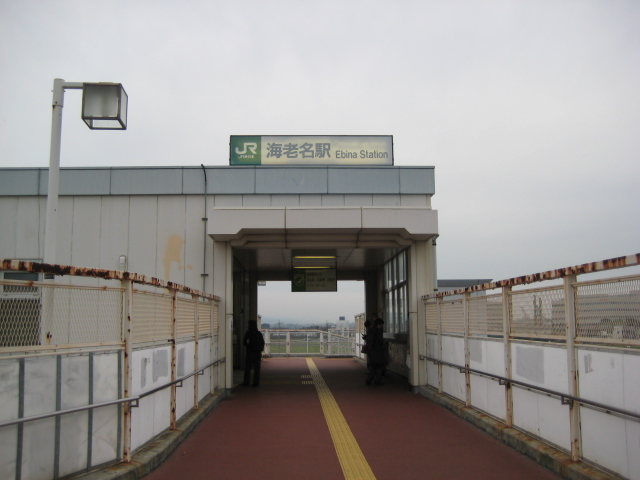
改良工事前のJR海老名駅東口（2008年11月）
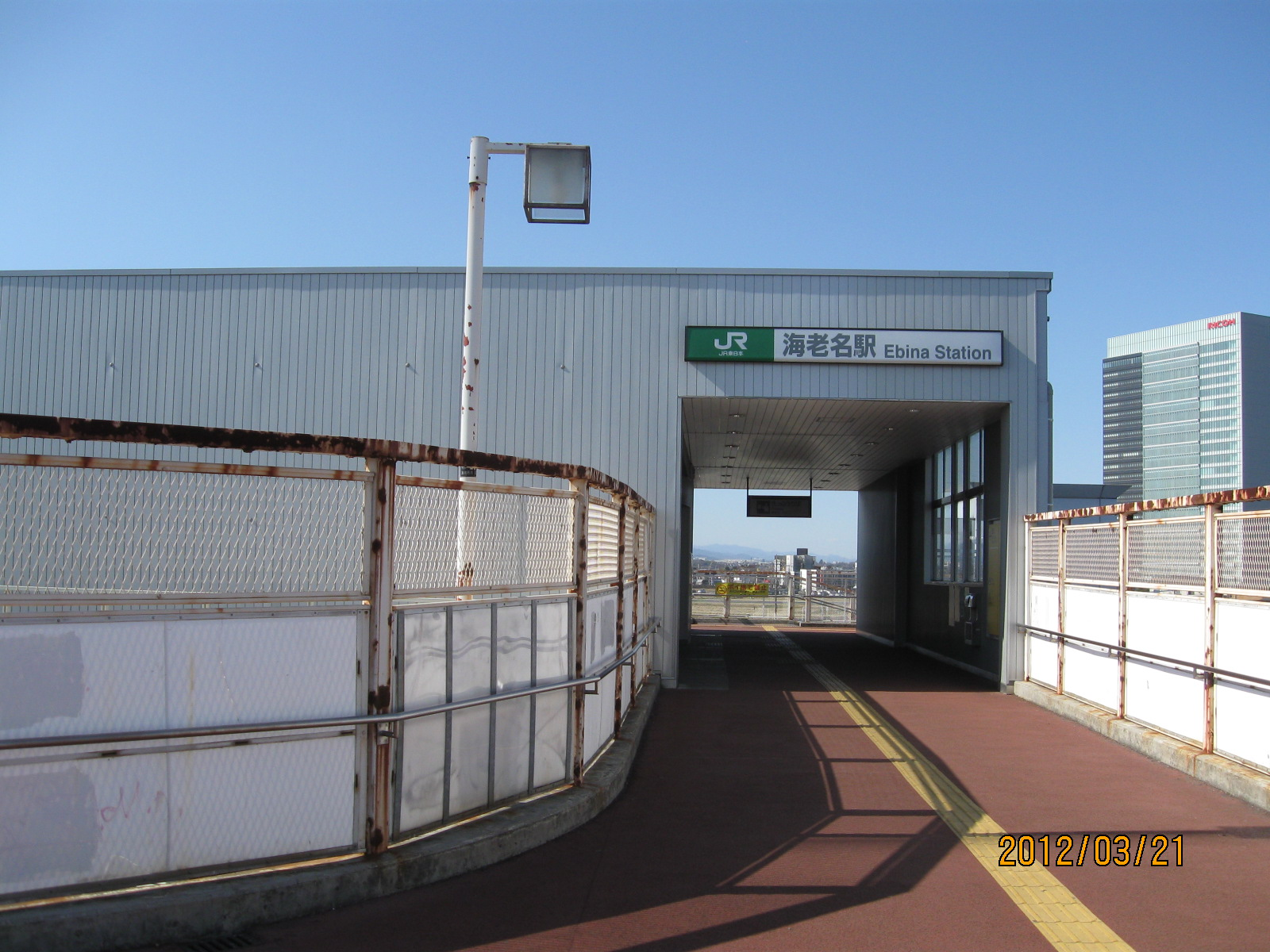
改良工事後、新自由通路完成前のJR海老名駅東口。新自由通路完成に伴い閉鎖（2012年3月）
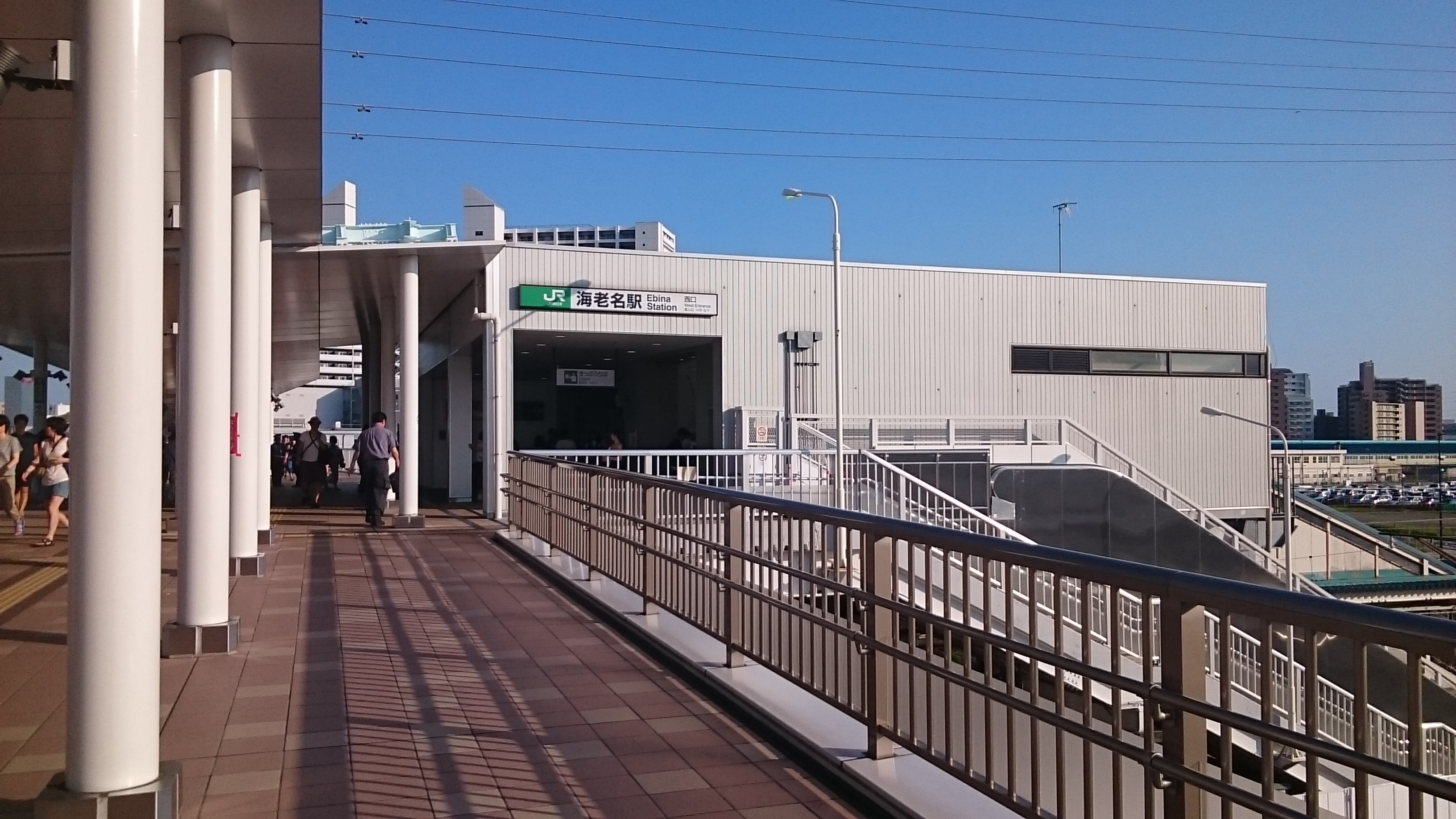
新自由通路完成後のJR海老名駅西口（2016年8月）

## 海老名駅自由通路整備事業

### 小田急の駅構内における自由通路の整備

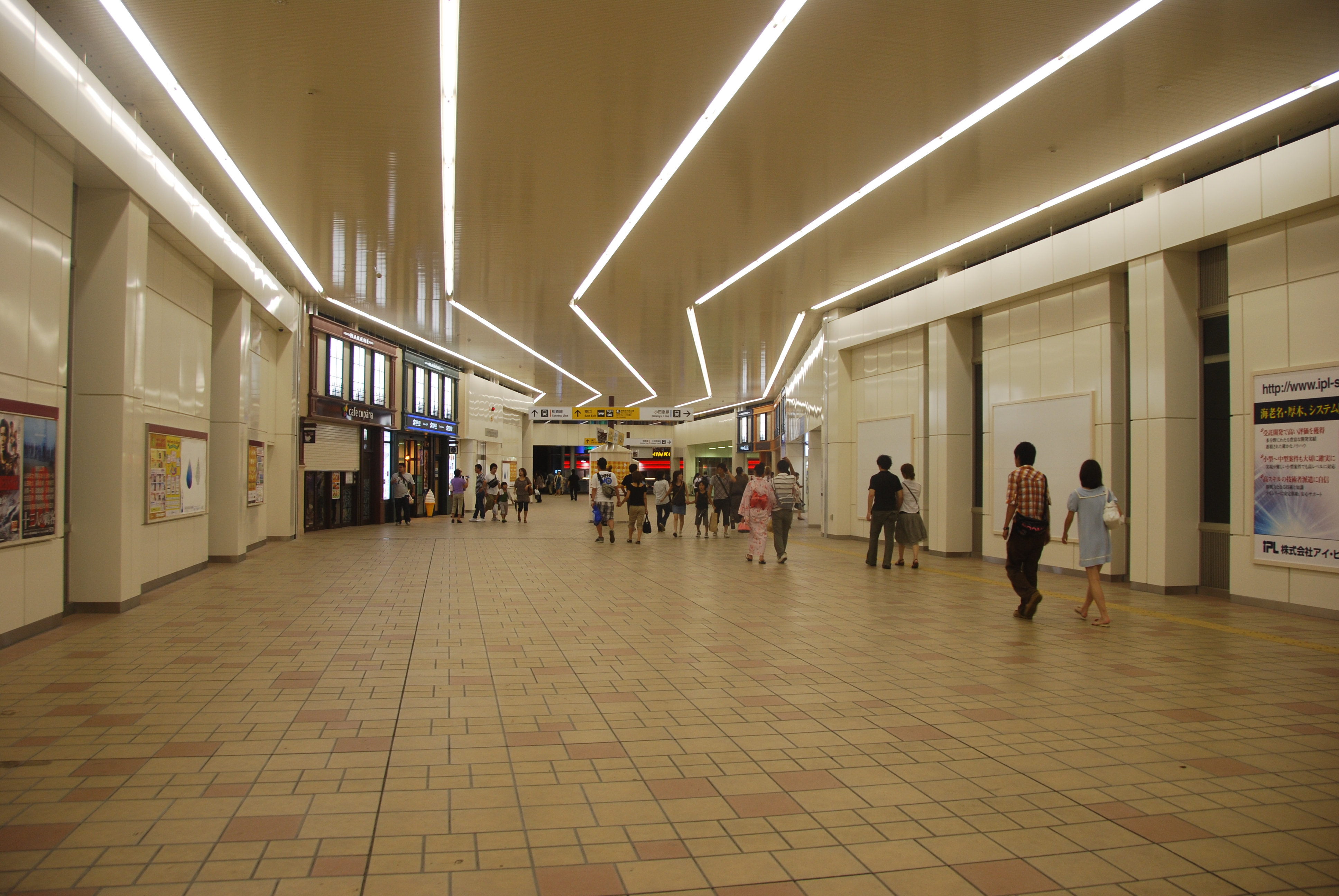
2010年8月に完成した自由通路（写真左には飲食店と鉄道警察隊の分駐所が並んでいる。写真右側が小田急線西口改札）

当駅は自由通路の混雑が激しく、特に朝ラッシュ時は小田急線と相鉄線の列車が同時に到着すると自由通路の人の行き来が多い。このことから「海老名駅自由通路整備事業」が計画され、2010年に完成した。なお、2015年にはJR海老名駅方面へ自由通路が延伸されている（詳細は後述）。
海老名市・小田急電鉄・相模鉄道の3者でこの事業に関する施工協定を2006年1月11日に締結し、2009年時点では小田急と相鉄の駅舎のバリアフリー化の工事が進められていた。自由通路を改装前の7mから12mに拡幅してコンコースを増築、加えて東側への中央改札口の新設、ホームのかさ上げと屋根の改修を実施し、多機能トイレの設置、ホームとコンコースを結ぶエスカレーターとエレベーターの設置を行った。また、JR以外で初めて鉄道警察隊の分駐所も新設された。
2007年1月13日から小田急線東口階段（駅前広場側）が一部閉鎖されたため、バスやタクシーを利用する場合は相鉄の階段またはペデストリアンデッキを経由しなければならなくなったため、同年5月12日からエレベーターや中央改札口（新設）など新駅舎の一部が使用開始された。
2008年2月3日から小田急線上下ホームに新設された中央改札口に通じるエスカレーターの使用を開始するとともに小田急線の臨時改札口を閉鎖して改札口を中央改札口に一本化、並びに小田急線 - 相鉄線の連絡通路を閉鎖したので、乗り換え経路が中央改札口から仮設階段を経由して一旦東口に出て乗り換える経路となった。また、JR相模線との連絡通路も一部移設された。
2009年3月29日から小田急 - 相鉄を連絡する乗り換え通路も新設され、エスカレーター3基（昇り1基・降り2基）とエレベーター1基も新たに設置されるとともに西口階段の一部を閉鎖しエスカレーター2基の使用を開始し、同時に東口にあった仮設階段は閉鎖された。
2009年5月31日より小田急線の新宿方階段を使用開始し、また、小田急と相鉄との連絡エスカレーターの運転方向を昇り2基・降り1基に変更した。
2009年12月13日から小田急線の改札口が増設され、従来の中央改札口と新設される西口改札口の2か所となった。また、東西自由通路とJR相模線方面を結ぶ連絡通路の使用を再開し、これによりJR相模線の乗り換えの経路は現在よりも短くなった。合わせて東西自由通路と西口を結ぶ西口階段（本設）の使用を開始した。
2010年5月16日より小田急線客用トイレ（本設）の使用を開始し、また駅務室が中央改札口の小田原方面寄りに移動し、きっぷうりばも左側に移動した。
2010年8月20日より一部工事中となっている駅構内および自由通路が全面完成・開通。これをもって4年7か月にわたった自由通路整備工事は完了した。工事開始以来当駅構内には飲食店がなかったが、同日に小田急マルシェ海老名がオープンし、吉野家や小田急グループ企業が運営するまぐろ市場、箱根そばなどが入店した。その工事完了後はJR相模線の駅のバリアフリー化工事が行われ、2011年8月にエレベーターが設置された。

### 小田急とJRの駅舎間における新自由通路の整備

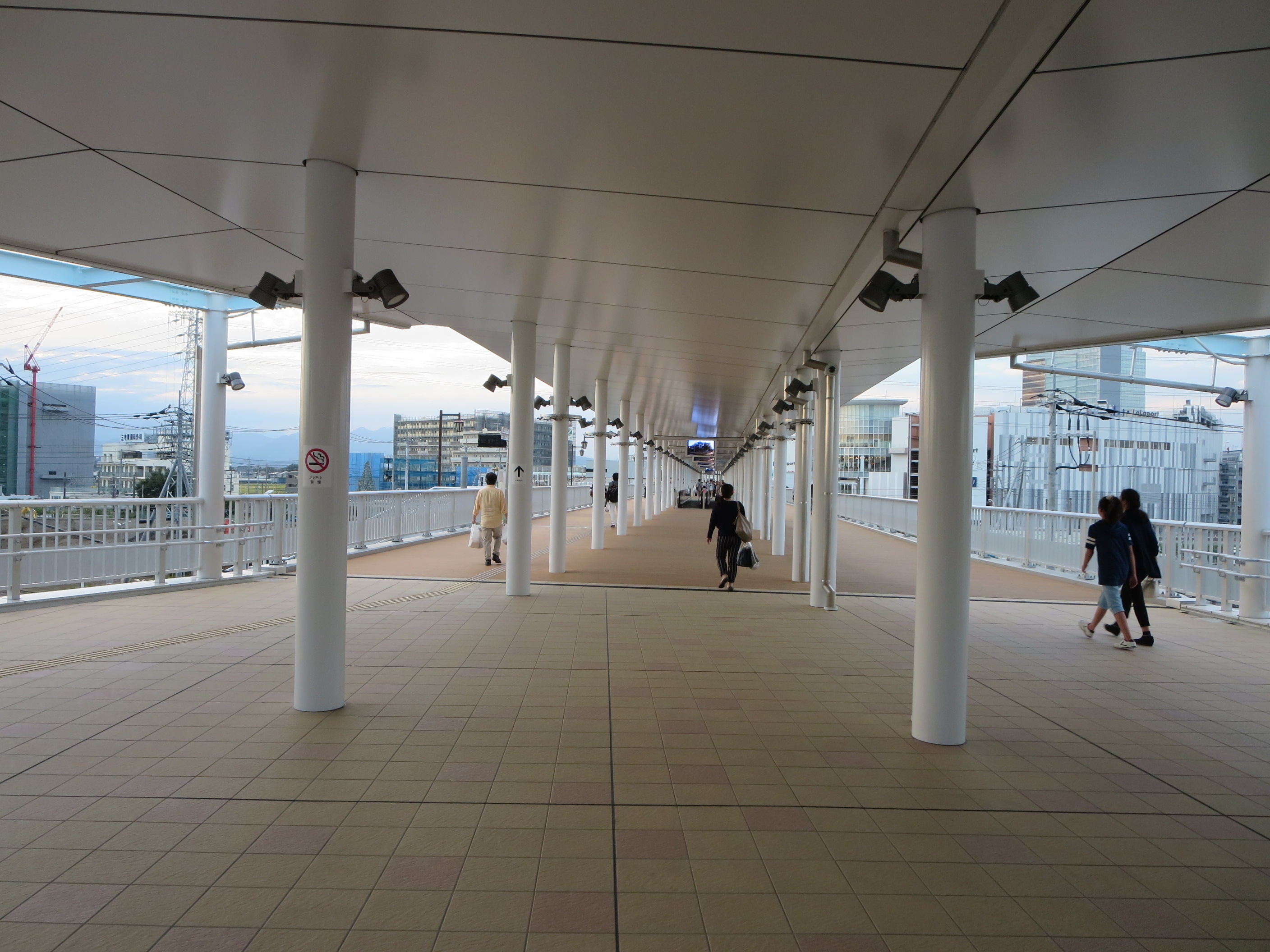
2015年10月に完成した自由通路

2010年に完成した小田急海老名駅構内の自由通路を延伸する形で、JR海老名駅までの連絡通路（新自由通路）が2015年10月に整備された（既存の駅間連絡通路の並びに作られるため、新自由通路への切り替えまでは既存の連絡通路が使用されていた）。また、小田急海老名駅の東口やJR海老名駅の北西側、両駅舎間では再開発事業が進行中（詳細は後述）で、再開発の中核施設となる「ららぽーと海老名」までを結ぶ動線にもなっている。また、小田急海老名駅側では2021年4月に開業した「ロマンスカーミュージアム」とも接続している。
既存の駅間連絡通路（延長約200メートル）は幅4メートルの屋根なしであったが、これに対して新たに設置された連絡通路は幅12メートルの屋根付きで、動く歩道や蓄電池内蔵太陽光発電システム、LED照明、ミストシャワーなどが設けられている。

## 利用状況
- 小田急電鉄 - 2024年度（令和6年度）の1日平均乗降人員は136,007人である[小田急 1]。
小田急線全70駅の中では登戸駅に次ぐ第6位である。再開発により乗降人員が増加傾向にあり、2019年度には本厚木駅を上回った。
- 相模鉄道 - 2024年度（令和6年度）の1日平均乗降人員は110,909人である[相鉄 1]。
相鉄線全27駅中第2位で、横浜駅に次いで多い。
- JR東日本 - 2023年度（令和5年度）の1日平均乗車人員は13,786人である[JR 1]。
相模線内では橋本駅・茅ケ崎駅に次いで3番目に多く、途中駅では最も多い。

後節の再開発事業の進捗により、各社とも2015年（平成27年）に入り利用客が大きく伸びた。なお小田急では、2021年（令和3年）4月に、当駅隣接地に「ロマンスカーミュージアム」を開業しており、さらなる利用者の増加も見込まれている。

### 年度別1日平均乗降人員
1943年度（昭和18年度）以降の1日平均乗降人員の推移は下記の通り（JRは除く）。
| 年度               | 小田急電鉄       | 小田急電鉄 | 相模鉄道         | 相模鉄道 |
| 年度               | 1日平均 乗降人員 | 増加率     | 1日平均 乗降人員 | 増加率   |
| ------------------ | ---------------- | ---------- | ---------------- | -------- |
| 1943年（昭和18年） | 736              |            |                  |          |
| 1946年（昭和21年） | 4,320            |            |                  |          |
| 1950年（昭和25年） | 6,448            |            |                  |          |
| 1955年（昭和30年） | 8,095            |            |                  |          |
| 1960年（昭和35年） | 11,917           |            |                  |          |
| 1965年（昭和40年） | 21,832           |            |                  |          |
| 1970年（昭和45年） | 36,199           |            |                  |          |
| 1975年（昭和50年） | 55,568           |            |                  |          |
| 1980年（昭和55年） | 81,674           |            |                  |          |
| 1982年（昭和57年） | 87,461           |            |                  |          |
| 1985年（昭和60年） | 105,741          |            |                  |          |
| 1990年（平成02年） | 130,530          |            |                  |          |
| 1995年（平成07年） | 142,018          |            |                  |          |
| 1999年（平成11年） |                  |            | 123,092          |          |
| 2000年（平成12年） | 128,427          |            | 119,519          | −2.9%    |
| 2002年（平成14年） | 131,652          |            |                  |          |
| 2003年（平成15年） | 130,732          | −0.7%      | 115,918          | −1.5%    |
| 2004年（平成16年） | 131,850          | 0.9%       | 116,524          | 0.2%     |
| 2005年（平成17年） | 133,132          | 1.0%       | 117,323          | 0.7%     |
| 2006年（平成18年） | 136,523          | 2.5%       | 119,086          | 1.5%     |
| 2007年（平成19年） | 137,183          | 0.5%       | 119,547          | 0.7%     |
| 2008年（平成20年） | 135,012          | −1.6%      | 116,616          | −2.7%    |
| 2009年（平成21年） | 131,891          | −2.3%      | 113,365          | −2.8%    |
| 2010年（平成22年） | 131,505          | −0.3%      | 113,687          | 0.3%     |
| 2011年（平成23年） | 131,622          | 0.1%       | 112,227          | −1.0%    |
| 2012年（平成24年） | 133,788          | 1.6%       | 112,565          | 0.3%     |
| 2013年（平成25年） | 136,619          | 2.1%       | 114,002          | 1.3%     |
| 2014年（平成26年） | 135,861          | −0.6%      | 113,106          | −0.8%    |
| 2015年（平成27年） | 143,629          | 5.7%       | 118,279          | 4.6%     |
| 2016年（平成28年） | 148,434          | 3.3%       | 121,147          | 2.4%     |
| 2017年（平成29年） | 150,570          | 1.4%       | 123,102          | 1.6%     |
| 2018年（平成30年） | 153,713          | 2.1%       | 123,951          | 0.7%     |
| 2019年（令和元年） | 152,370          | −0.9%      | 123,213          | −0.6%    |
| 2020年（令和02年） | 102,399          | −32.8%     | 84,879           | −31.1%   |
| 2021年（令和03年） | 109,773          | 7.2%       | 89,216           | 5.1%     |
| 2022年（令和04年） | 123,222          | 12.3%      | 98,040           | 9.9%     |
| 2023年（令和05年） | 132,467          | 7.5%       | 107,473          | 9.6%     |
| 2024年（令和06年） | 136,007          | 2.7%       | 110,909          | 3.2%     |

### 年度別1日平均乗車人員
1995年度（平成7年度）以降の1日平均乗車人員の推移は下記の通り。
| 年度               | 小田急電鉄 | 相模鉄道 | JR東日本 | 出典                |
| ------------------ | ---------- | -------- | -------- | ------------------- |
| 1995年（平成07年） | 70,507     | 66,617   | 6,881    | [ 乗降データ 3 ]    |
| 1998年（平成10年） | 67,983     | 64,204   | 6,605    | [ 神奈川県統計 1 ]  |
| 1999年（平成11年） | 65,800     | 62,128   | 6,605    | [ 神奈川県統計 2 ]  |
| 2000年（平成12年） | 64,042     | 60,474   | 7,142    | [ 神奈川県統計 2 ]  |
| 2001年（平成13年） | 63,720     | 59,512   | 7,147    | [ 神奈川県統計 3 ]  |
| 2002年（平成14年） | 65,599     | 59,555   | 7,630    | [ 神奈川県統計 4 ]  |
| 2003年（平成15年） | 64,899     | 58,417   | 7,576    | [ 神奈川県統計 5 ]  |
| 2004年（平成16年） | 65,570     | 58,640   | 7,761    | [ 神奈川県統計 6 ]  |
| 2005年（平成17年） | 66,229     | 58,907   | 8,001    | [ 神奈川県統計 7 ]  |
| 2006年（平成18年） | 67,931     | 59,734   | 8,495    | [ 神奈川県統計 8 ]  |
| 2007年（平成19年） | 68,382     | 60,012   | 9,218    | [ 神奈川県統計 9 ]  |
| 2008年（平成20年） | 67,300     | 58,518   | 9,315    | [ 神奈川県統計 10 ] |
| 2009年（平成21年） | 65,850     | 56,873   | 9,251    | [ 神奈川県統計 11 ] |
| 2010年（平成22年） | 65,698     | 57,022   | 9,392    | [ 神奈川県統計 12 ] |
| 2011年（平成23年） | 65,781     | 56,259   | 9,418    | [ 神奈川県統計 13 ] |
| 2012年（平成24年） | 66,935     | 56,404   | 10,008   | [ 神奈川県統計 14 ] |
| 2013年（平成25年） | 68,383     | 57,156   | 10,561   | [ 神奈川県統計 15 ] |
| 2014年（平成26年） | 68,006     | 56,694   | 10,722   | [ 神奈川県統計 16 ] |
| 2015年（平成27年） | 71,873     | 59,276   | 11,952   | [ 神奈川県統計 17 ] |
| 2016年（平成28年） | 74,200     | 60,701   | 12,737   | [ 神奈川県統計 18 ] |
| 2017年（平成29年） | 75,268     | 61,673   | 13,405   | [ 神奈川県統計 19 ] |
| 2018年（平成30年） | 76,916     | 62,057   | 14,127   | [ 神奈川県統計 20 ] |
| 2019年（令和元年） | 76,424     | 61,866   | 14,307   | [ 神奈川県統計 21 ] |
| 2020年（令和02年） | 51,238     | 42,422   | 10,706   | [ 神奈川県統計 22 ] |
| 2021年（令和03年） | 54,905     | 44,614   | 11,670   | [ 神奈川県統計 23 ] |
| 2022年（令和04年） | 61,569     | 49,056   | 12,839   | [ 神奈川県統計 24 ] |
| 2023年（令和05年） |            |          | 13,786   |                     |

## 駅周辺
当駅は神中鉄道（現・相模鉄道）の小田急小田原線への乗り入れ開始に伴い、神中鉄道の駅として1941年（昭和16年）11月25日に開設された。そのため従来の集落とは関係なく、小田急小田原線と相鉄本線の合流点に設けられた。開業当初は、小田急の海老名国分駅（大東急下の1943年（昭和18年）4月1日に廃止され、同日に東急小田原線として海老名駅を開設）や周辺集落のいずれからも遠い水田地帯の真ん中に位置していた。海老名町（1971年より海老名市）の中心集落に近い東口側に駅前集落が形成されたが、その発展は長らく限定的なものであった。駅周辺の市街化が進行するのは、水田からの農地転用と再開発事業が進み、以下の諸施設が建設された1980年代以降のことである。
以前からの市街地で小田急線・相鉄線の当駅メイン出入口である東口には、複合商業施設「ビナウォーク (ViNAWALK)」が立地し、マルイファミリー海老名など130以上の専門店が入居する。少し離れるとイオン海老名店やショッパーズプラザ海老名などの商業施設、海老名市役所や海老名郵便局、さらにヤマダデンキや、レンブラントホテル海老名、海老名プライムタワーが、そして駅からかなり離れているがコジマ×ビックカメラなどが立地する。また、駅周辺にはマンションが建ち並んでおり、駅前に高層マンション2棟がある。イオン海老名店には日本初のマルチプレックスシネマともされるワーナー・マイカル・シネマズ（現・イオンシネマ海老名）の1号劇場が1993年4月に開業した。その後、2002年4月にできたビナウォークにもTOHOシネマズ海老名が進出するなど、近距離に映画館が2店舗立地している。海老名を『映画の街』としてアピールするため、2002年から2008年まで「海老名プレミアム映画祭」が開催されていた。この他、東口の北東側では商店街活性化の取り組みとして、独立を目指す飲食店などが入居する商業施設「喰の道場」が2004年9月より10年間の期間限定でオープンしていた。
さらに東口エリアの再開発として、駅前の旧駐車場スペースに商業施設および上層の賃貸住宅からなる地上11階建ての複合施設「ビナフロント (ViNA FRONT)」が2014年10月に完成している。同施設の2階部分では、駅のコンコースやビナウォーク方面に向かうペデストリアンデッキと直結する構造となっている。
小田急線・相鉄線の駅とJR線の駅との間（駅舎間）には、小田急電鉄海老名電車基地や海老名市文化会館、総合福祉会館、海老名市立中央図書館などがある。また、これまでJR海老名駅の北西側はリコーテクノロジーセンターやビアメカニクスなどの工場や田圃が中心で、東口と西口では街の様相が大きく異なっていたが、西口や小田急〜JR駅舎間において後述のように再開発事業が進行中である。なお、西口の再開発事業における中核施設としては「ららぽーと海老名」が2015年10月に開業している。2021年には小田急とJRの駅の間に、ロマンスカー車両を中心とした企業博物館である「ロマンスカーミュージアム」が開業した。

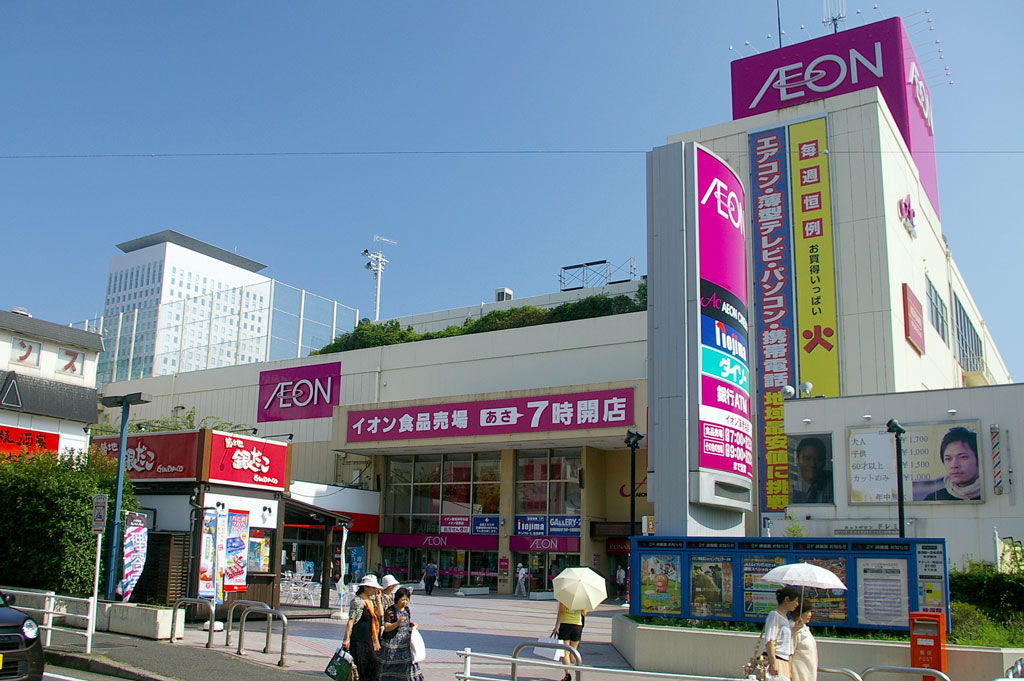
イオン海老名
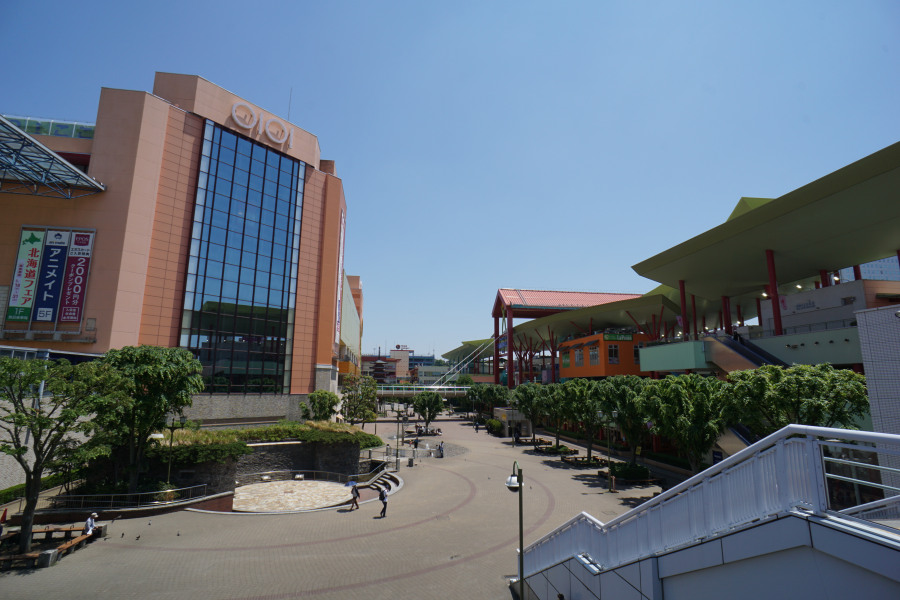
ビナウォーク
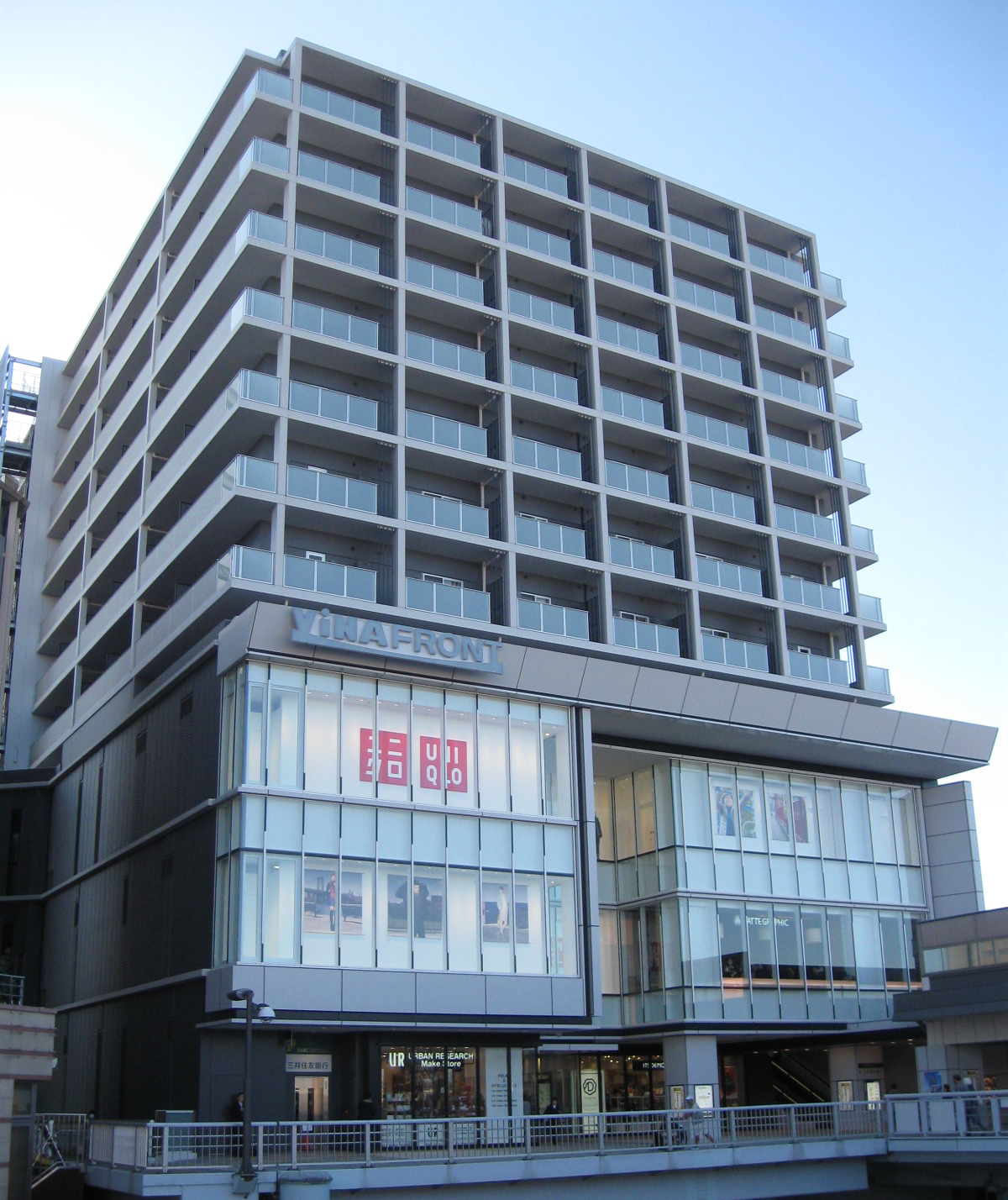
ビナフロント
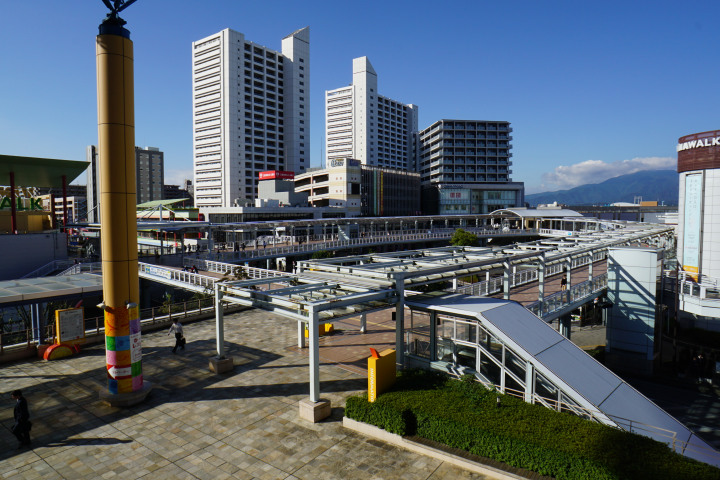
東口のペデストリアンデッキ
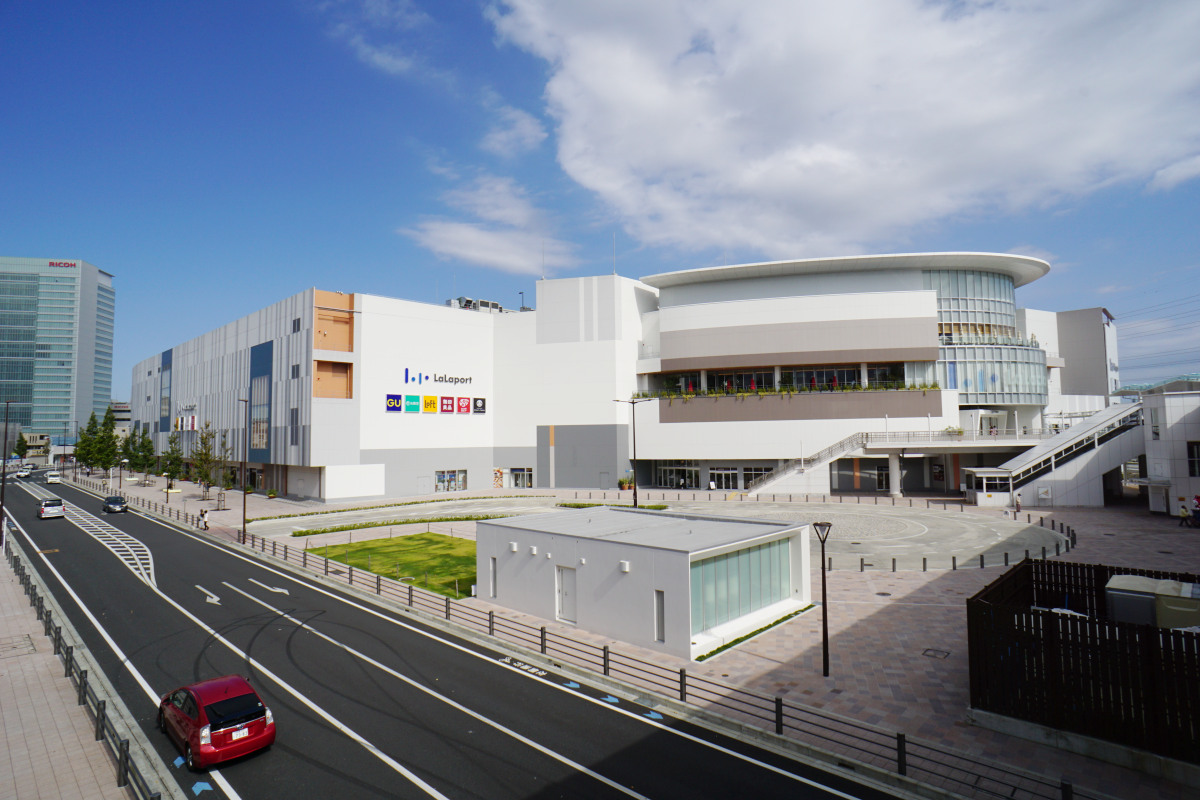
ららぽーと海老名

### 公園・緑地
- 海老名中央公園
- 相模三川公園

### 再開発事業

#### 相鉄駅にて北口改札の設置と駅舎再整備・広場整備
相鉄線の駅はラッシュ時に混雑が常態化していることから、改札と駅舎を現在のホーム南端だけでなく北端にも設置し、北口として駅前広場も整備することとなった。また相鉄ホームの上部を覆う形で2階部分に連絡通路と南北に改札（2か所）も設置し、さらに南側の相鉄駅舎も現在の2階建てから3階建てに全面改築して商業施設や福祉施設（保育施設）などを入居させる計画となっている。
工事は国土交通省の鉄道駅総合改善事業における「形成計画事業」として実施され、事業主体は海老名市・相鉄・関係機関などによる法定協議会の「一般社団法人海老名市地域公共交通協議会」となる。完成目標時期は当初の2020年3月から2022年度に延期されていたが、架設工事に伴う鉄骨の一部に不具合が見つかったことから駅舎（2階部分の連絡通路と南口新改札含む）の完成は2026年度まで遅れる見込みである（北口の新改札は先行して2023年3月25日供用開始）。

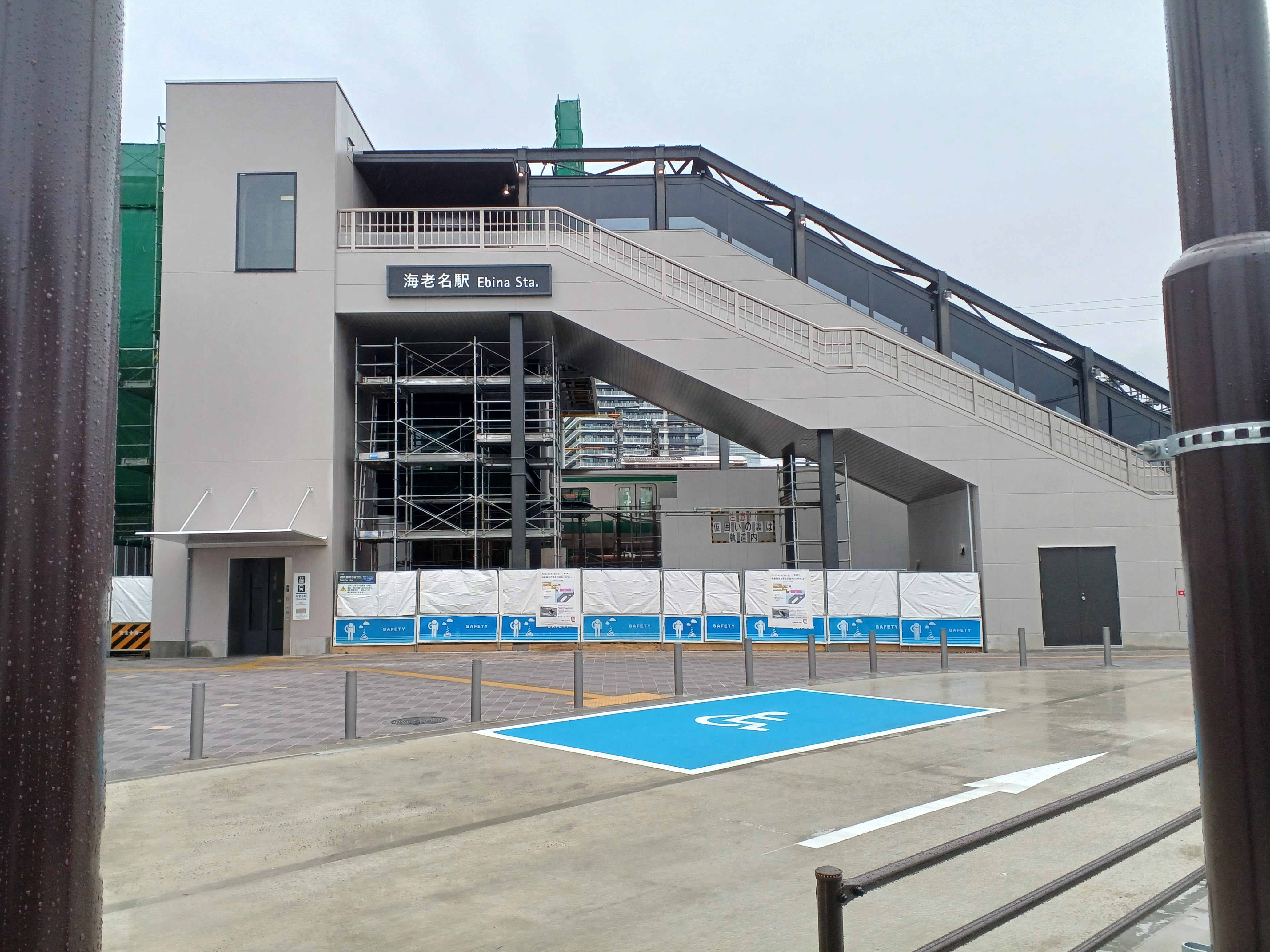
新設された北口 （2023年3月）
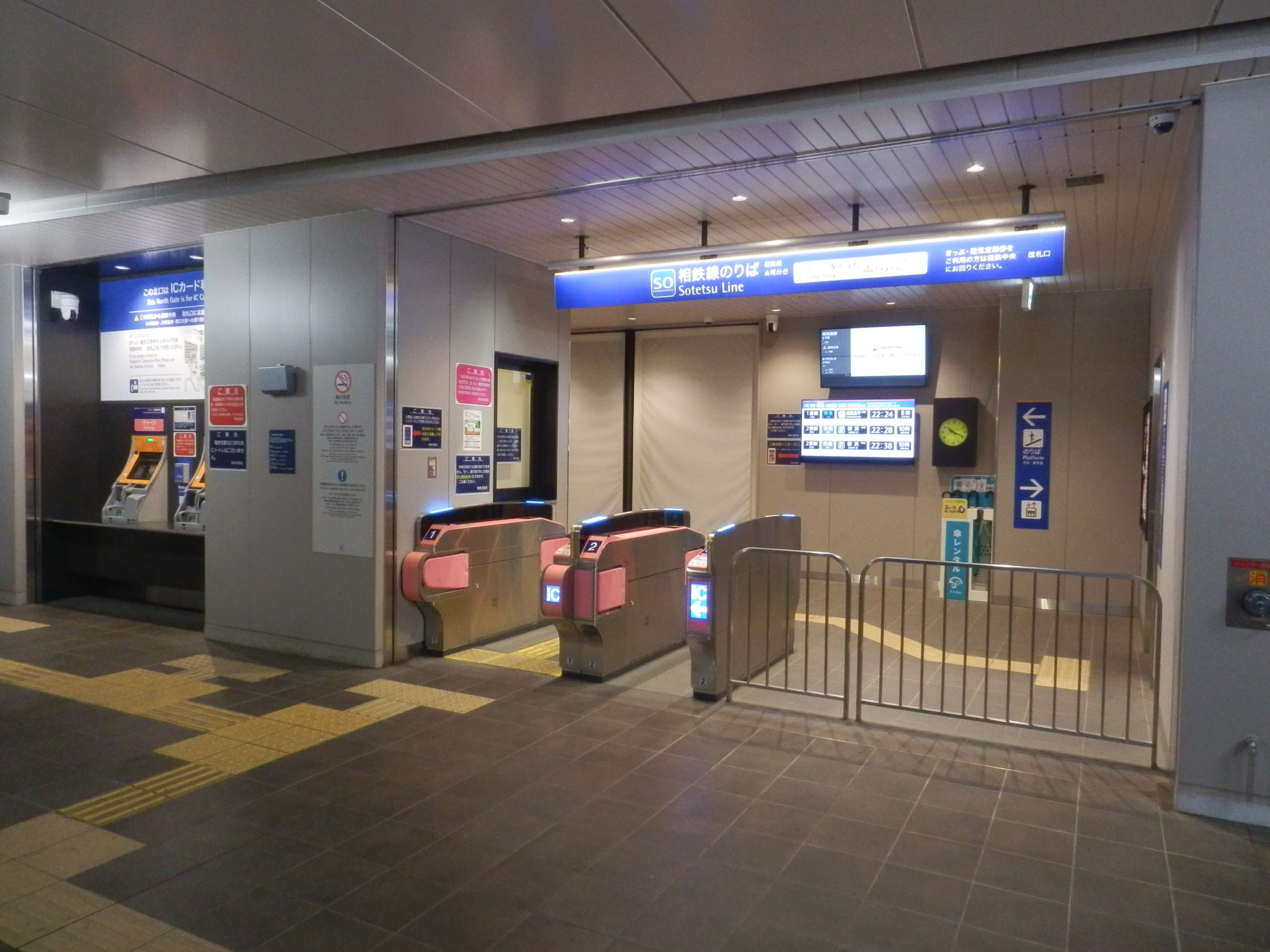
北口改札口（2025年2月）

#### 西口および小田急とJRの駅舎間における再開発
これまで開発が行われてこなかった当駅西口エリア（JR海老名駅の北西側）でも再開発が計画されている。三井不動産による大規模商業施設「ららぽーと海老名」を街の中心に配置し、商業・業務・住宅の複合施設、マンション、戸建て住宅などが整備される（計画人口は3000人、商業施設の開業および街開きは2015年10月）。また、西口エリアとは別に小田急とJRの駅舎間エリアでも民間企業による再開発が今後行われる計画である。この他、再開発事業に合わせて西口駅前ロータリーや前述のように小田急海老名駅〜JR海老名駅間の新自由通路も整備されている。
海老名駅西口土地区画整理事業
海老名駅西口土地区画整理事業については、海老名駅東西一体のまちづくりおよび中心市街地の一角としての機能を形成し、高度利用による商業、業務、文化、教育等の多様な機能と人口が集積したまちづくりを推進している。また、土地の高度、有効利用と良好な景観形成に努め、住宅、商業施設が共存する市街地形成を進め、「快適に暮らす 魅力あふれるまち 海老名」の将来都市像を設定しており、都市機能を集積し、暮らしの質を高めることにより、魅力あるまちづくりを目指している。
本事業には2013年からリコーが参画している。その背景には、同社社員を5000人以上擁する研究開発施設リコーテクノロジーセンターが海老名駅北西部に所在しており、地域社会との関わりが深いことがある。同社は当該地区へ太陽光発電や防犯カメラなどのインフラを提供。また、2015年には扇町のららぽーと海老名に隣接する地区に、コワーキングスペースや学童クラブ、レストランなども併設する複合施設「RICOH Future House」を開設し、その運営を行っている。

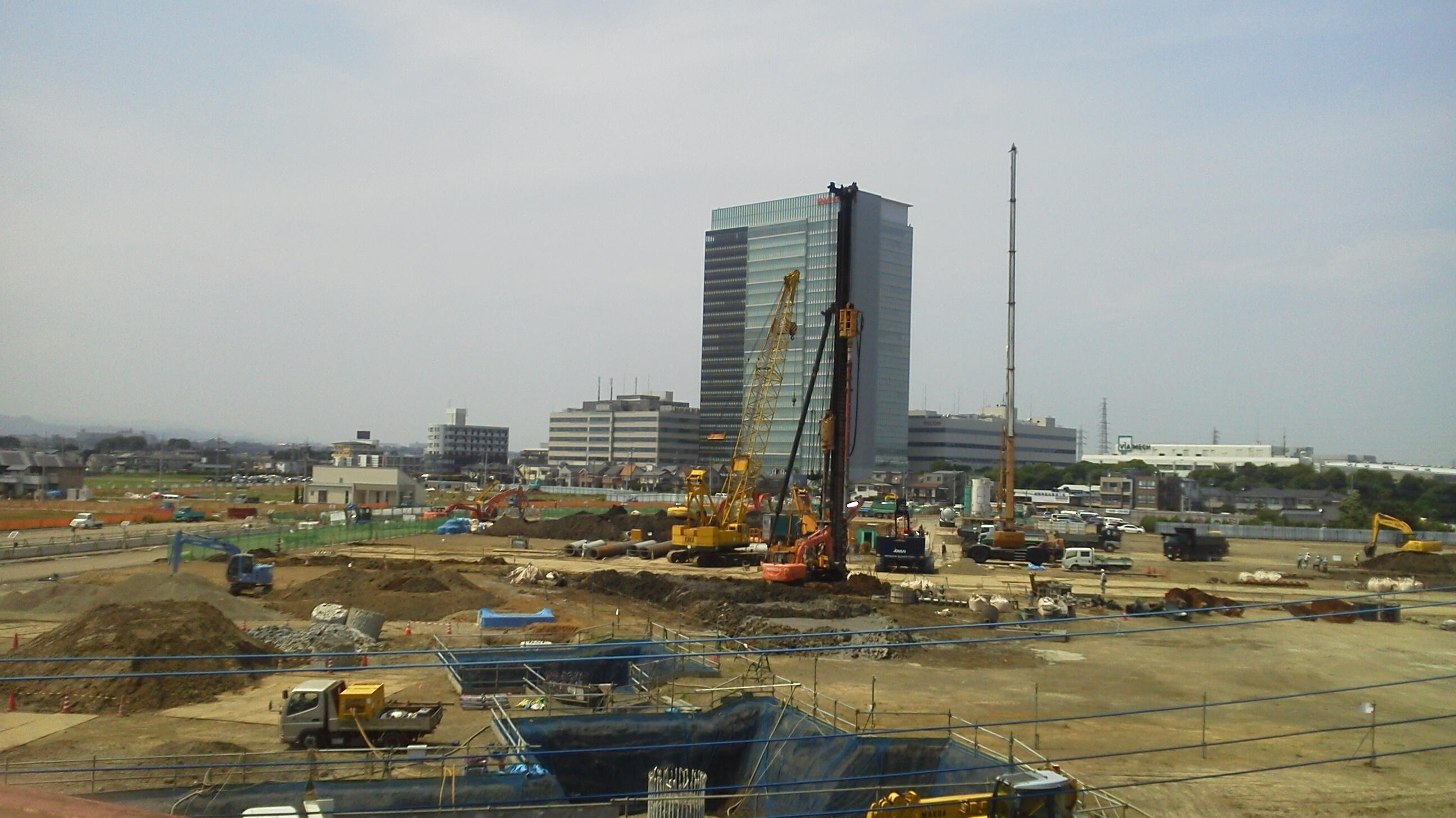
工事着手当時の海老名駅西口土地区画整理事業地（JR海老名駅北口にて2014年6月撮影） 奥中央の高層ビルはリコーテクノロジーセンター
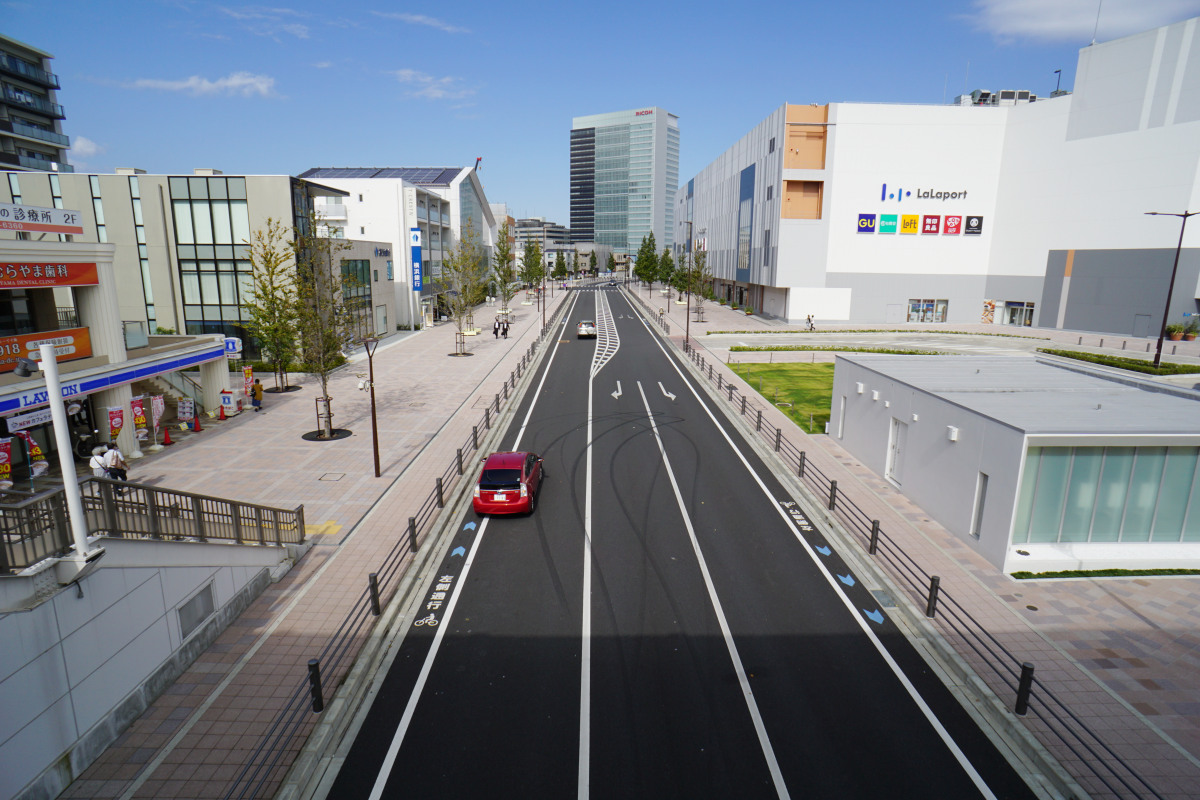
工事後の海老名駅西口土地区画整理事業地 中央の通りは「エビーロード」

西口（JR海老名駅の北西側）エリア
この地域は元は市街化調整区域であり長い間事業化の目途が経っていなかったが、該当地域の9割以上の地権者が市街化区域編入に対して同意したことから2009年6月に「海老名駅西口特定土地区画整理準備組合」が設立され、必要な定款やまちづくり計画の作成および、同地区の土地利用計画案をもとに認可権者である神奈川県との協議が進められていくこととなった。さらに、同年9月中旬に実施された第6回の線引き見直しで土地区画整理予定区域が変更されて、同地域は市街化区域への編入を前提とした特定保留区域となった。
こうした中、「ららぽーと海老名」を提案した三井不動産と準備組合との間で、2010年9月15日に西口の商業施設である、いわゆるセンター用地進出に関する優先交渉権者地位確認書の覚書の調印式が行われたことにより、具体的な調整が図られていくこととなった。さらに、2012年12月25日には同地域がようやく市街化区域に編入にされ、同日には土地区画整理事業の本組合（海老名駅西口土地区画整理組合）の設立も認可された。約14.1ヘクタールのセンター用地のうち、中核施設となる約3ヘクタールの「ららぽーと海老名」は2015年10月29日に開業した。
小田急とJRの駅舎間エリア
約5ヘクタールのこの土地は小田急所有地であり、市街化調整区域のため開発が認められなかったが、2009年9月中旬に告示された第6回線引き見直しで市街化区域に編入されたことにより、再開発の下地が整うこととなった。このエリアは「民間企業による駅間開発地区」とされており、住宅や業務、商業施設向けのビルを複数建てる計画となっている。2015年8月28日、小田急はこのエリアの開発計画を決定し、高層分譲マンションを建設する「住宅エリア」とオフィス棟、商業施設、フィットネスクラブや教育・カルチャー等のサービス施設を建設する「賑わい創出エリア」の2地区に区分して開発することを公表した。開発コンセプトは「憩う・くらす・育む 〜ViNA GARDENS〜」、都市デザインコンセプトは地形的特徴から「段丘都市」としている。2016年度に着工し、全体の竣工は2025年度を予定、またエリア名称には開発コンセプトでもあった「ViNA GARDENS（ビナガーデンズ）」が正式に採用されている。さらに再開発に伴い、大字上郷の一部で2017年2月に住居表示が実施され、このエリアの町名はめぐみ町となった。
エリア内の先行開発として2017年4月に木造建物の「ローソン ビナガーデンズ店」が開業、また同年11月には新自由通路にも接続する商業施設「TERRACE（テラス）」が開業している。さらに小田急では2021年4月19日、「ViNA GARDENS」と隣接した敷地内に「ロマンスカーミュージアム」を開業した。翌2022年1月、TERRACEの隣接地にオフィスビル「OFFICE（オフィス）」が竣工。翌2023年2月に小田急電鉄が海老名本社を設置し、新宿本社から半数以上の社員が移転した。新自由通路に接続する複合施設「PERCH（パーチ）」が2022年4月に大型クリニックモールなどを先行開業、同年10月に全面開業している。

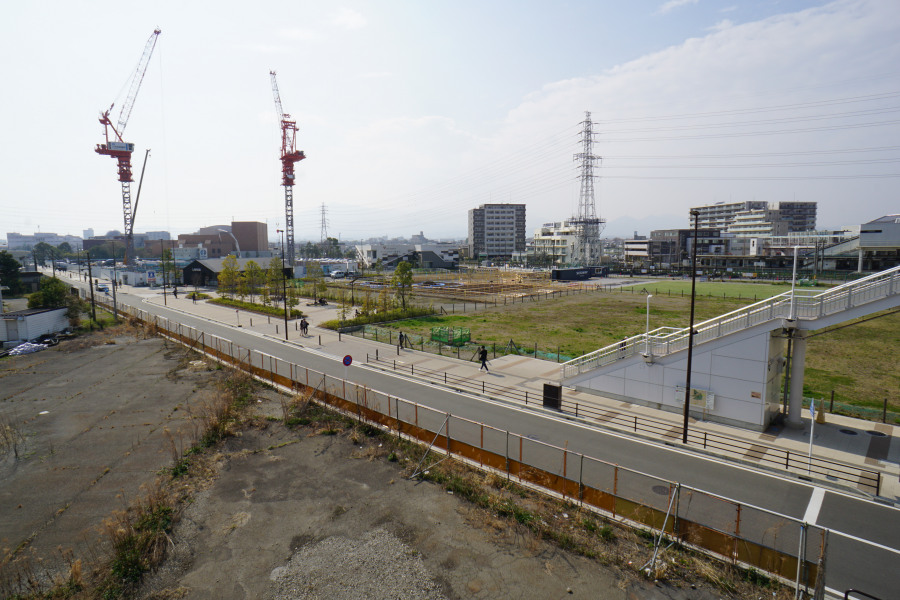
再開発工事中の海老名駅間地区（2018年3月）
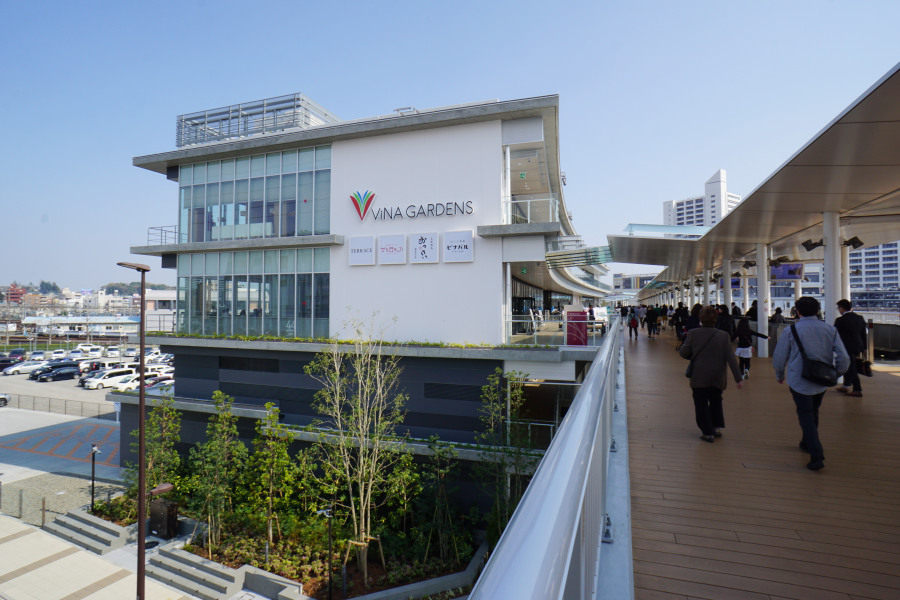
ビナガーデンズテラス

#### 海老名市役所周辺区域の開発
海老名駅近くの海老名市役所周辺区域は市街化調整区域で農地が目立ち、田園風景が広がっているが、2016年11月に神奈川県にて住居系の一般保留区域に都市計画が決定され、それを受けて、海老名市は住居系利用を内容とする土地利用の事業化検討を2017年度から開始すると、2017年1月18日付の『神奈川新聞』で報じられている。

## バス路線

### 海老名駅西口

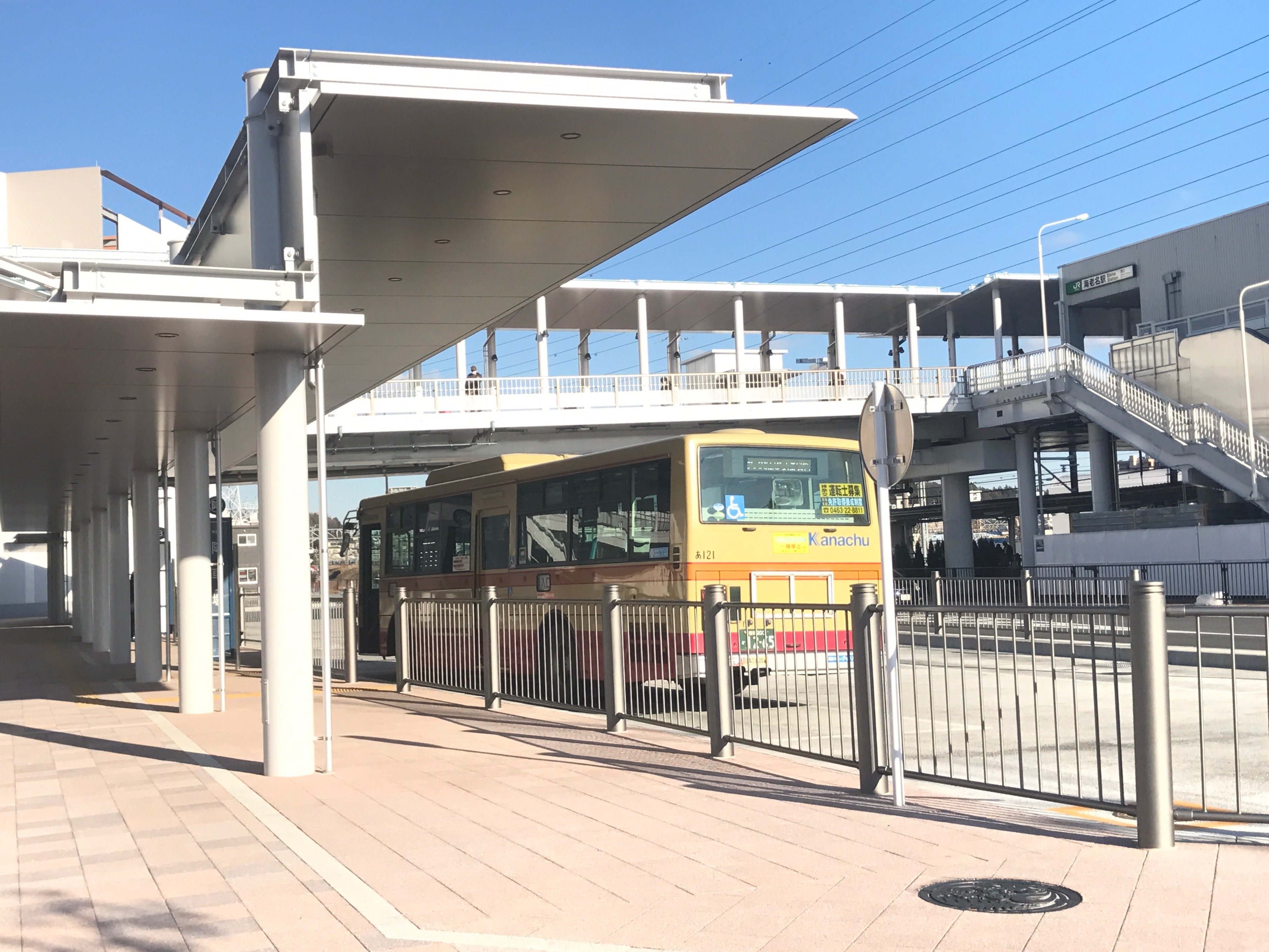
海老名駅西口バス停

2015年10月27日より駅間地区にあった神奈川中央交通のバス停がららぽーと海老名前に移設。コミュニティバスの停留所は引き続き、駅間地区に残置されたため「海老名駅西口」という同名のバス停がららぽーと海老名前と駅間地区の計2か所存在する形になっていたが、駅間地区の「海老名駅西口」は後述通り、2023年10月より停留所名称が改称されている。
1番乗り場（相鉄バス）
- 海老名市コミュニティバス 下今泉ルート（実証運行）：海老名駅東口（循環）

2番乗り場（神奈川中央交通）
- 海01・海02・海09：愛川バスセンター

### 海老名駅（ビナガーデンズ）

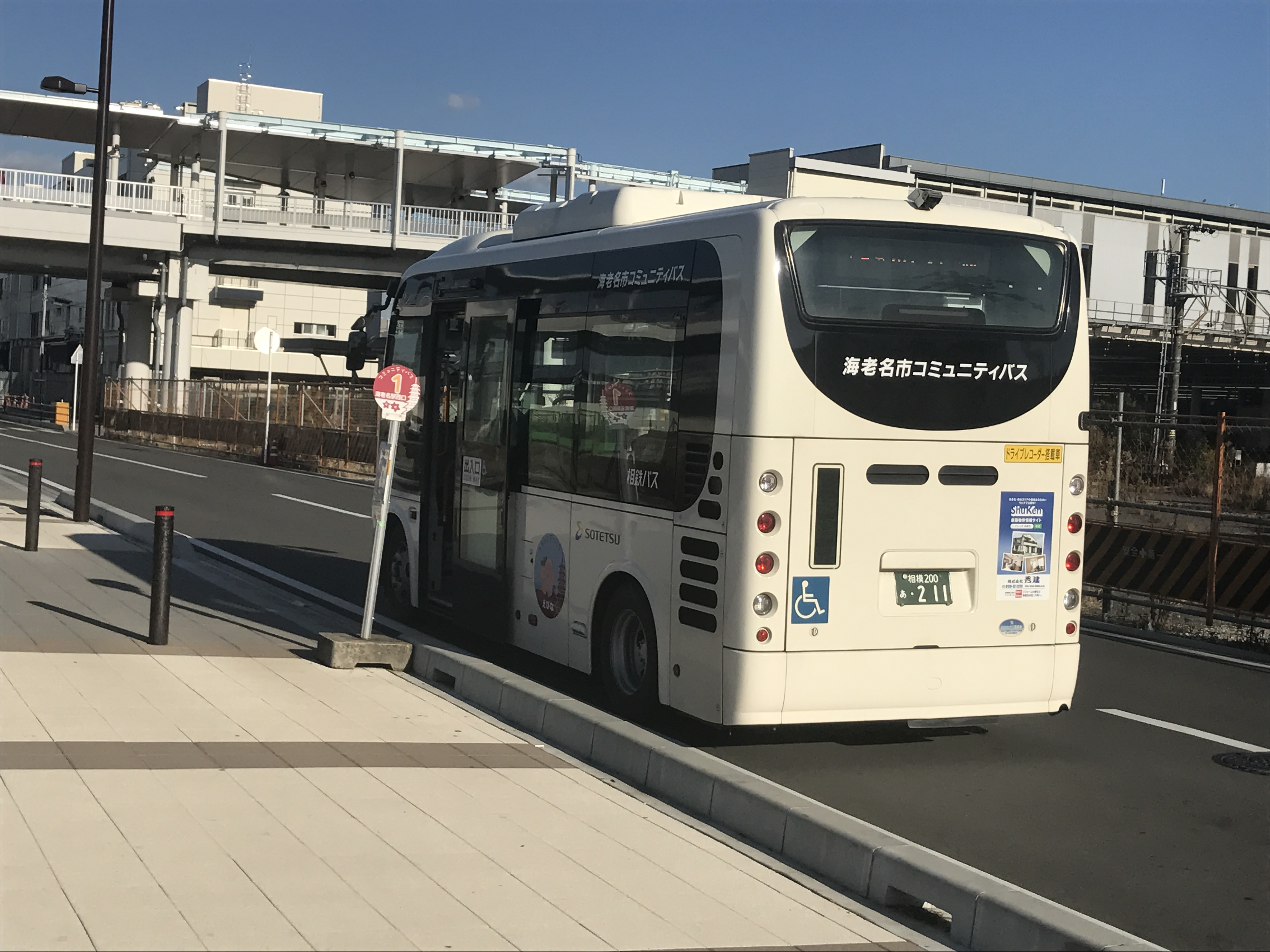
海老名駅（ビナガーデンズ）バス停

駅間地区にあり、2023年10月1日のコミュニティバス下今泉ルート実証運行路線開設に伴い、「海老名駅西口」から改称された。
- 海老名市コミュニティバス 上今泉ルート：かしわ台駅
- 海老名市コミュニティバス 下今泉ルート（実証運行）：海老名駅東口（循環）

### 海老名駅東口
| のりば   | 運行事業者                  | 系統・行先 | 備考                                |
| -------- | --------------------------- | --- | ----------------------------------- |
| 0        | 相鉄バス                    | 急行：富士フイルムビジネスイノベーション | 関係者用特定輸送                    |
| 1        | 相鉄バス                    | 高速：御殿場プレミアム・アウトレット | 2024年2月13日から運休中             |
| 2        | 相鉄バス                    | - 綾31：農大前 - 綾61・急行：早川中央第3 - 綾62・各停：早川中央第3 / 早川中央第1 - 海老名市コミュニティバス 国分ルート：かしわ台駅 - 海老名市コミュニティバス 大谷・杉久保ルート：EXPASA海老名下り - 海老名市コミュニティバス 下今泉ルート（実証運行）：海老名駅東口（循環） - 海老名市コミュニティバス 門沢橋ルート（実証運行）：本郷コミュニティセンター |                                     |
| 2        | - 相鉄バス - 神奈川中央交通 | 綾73・海73：寒川駅 |                                     |
| 3        | 相鉄バス                    | - 綾11：国分寺台第12 / 吉岡芝原 - 綾12：綾瀬市役所 - 綾22：ハマキョウレックス - 綾23：農大前 |                                     |
| 4        | 相鉄バス                    | - 綾41：綾瀬市役所・綾瀬車庫 - 綾43：綾瀬市役所 |                                     |
| 5        | 相鉄バス                    | - 綾51：綾瀬市役所 - 綾52：相模大塚駅南口 - 綾53：綾瀬車庫 |                                     |
| 6        | 神奈川中央交通              | - 海03：かしわ台駅 - 海08：鶴間駅 - 海10：相武台前駅 - 長16：長後駅西口 |                                     |
| 降車専用 | 相鉄バス                    | 深夜急行：横浜駅西口発 | 当駅が終点。2020年4月21日から運休中 |

その他

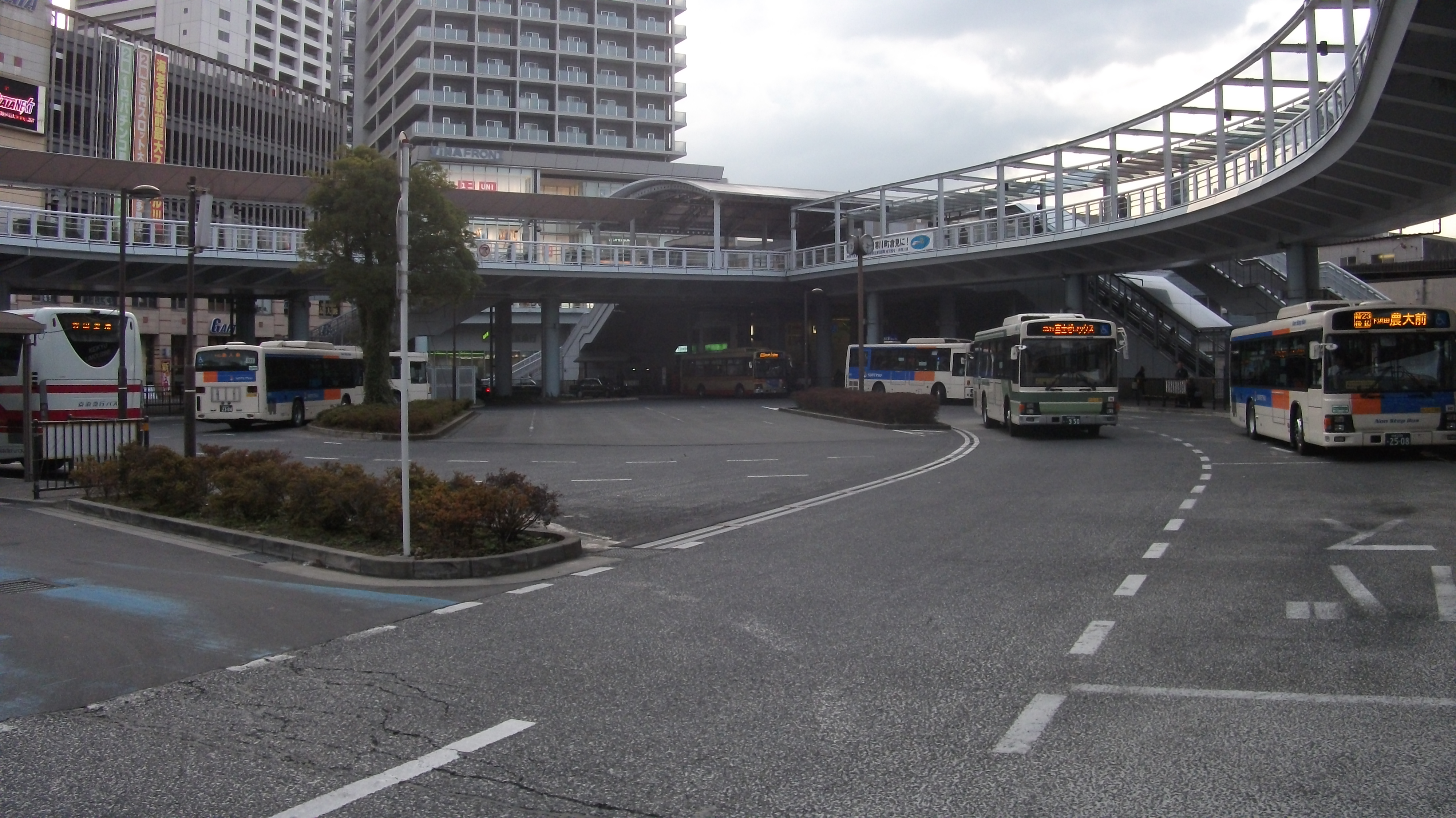
海老名駅東口バスターミナル

- 毎年大晦日より正月三が日までの期間には東口から寒川神社への初詣客向けに臨時直通バスが運行されている。1999年10月11日までは相模鉄道（当時）が運行する定期路線であったが、2000年から臨時直通便に扱いが変更された。

### 海老名駅東口サブロータリー
ビナフロント南側（パチンコ店の裏側）にある。

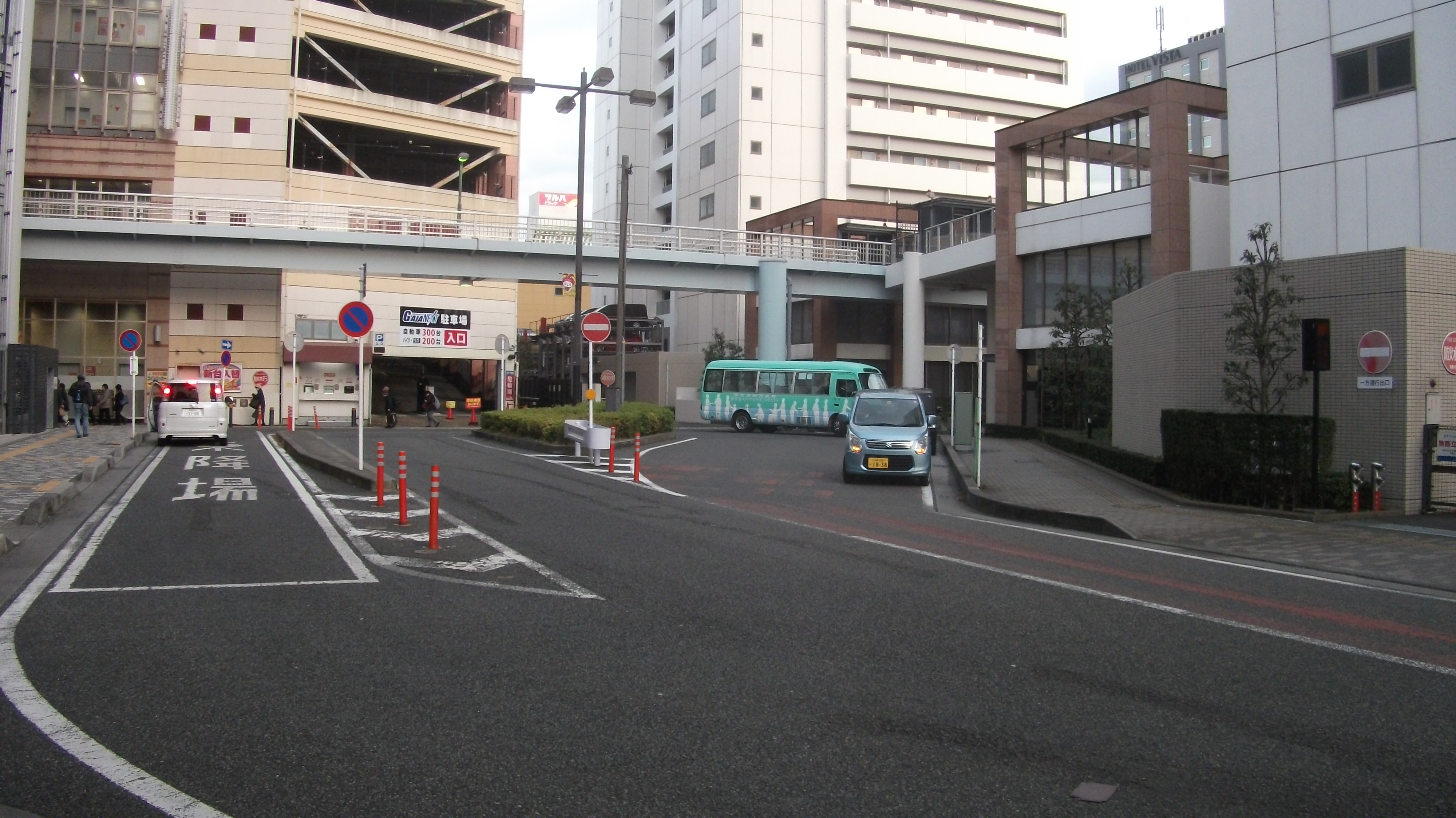
海老名駅東口サブロータリー

自家用車用の送迎ロータリーで、またパチンコ店・マンション駐車場の出入口にもなっているためバス停の設置許可が下りず、バス停のポールは設置されていない。
- 福祉バス ぬくもり号（海老名市社会福祉協議会）
- 海老名総合病院・海老名メディカルサポートセンターへの送迎バス[61]

など

### BUSTLE海老名

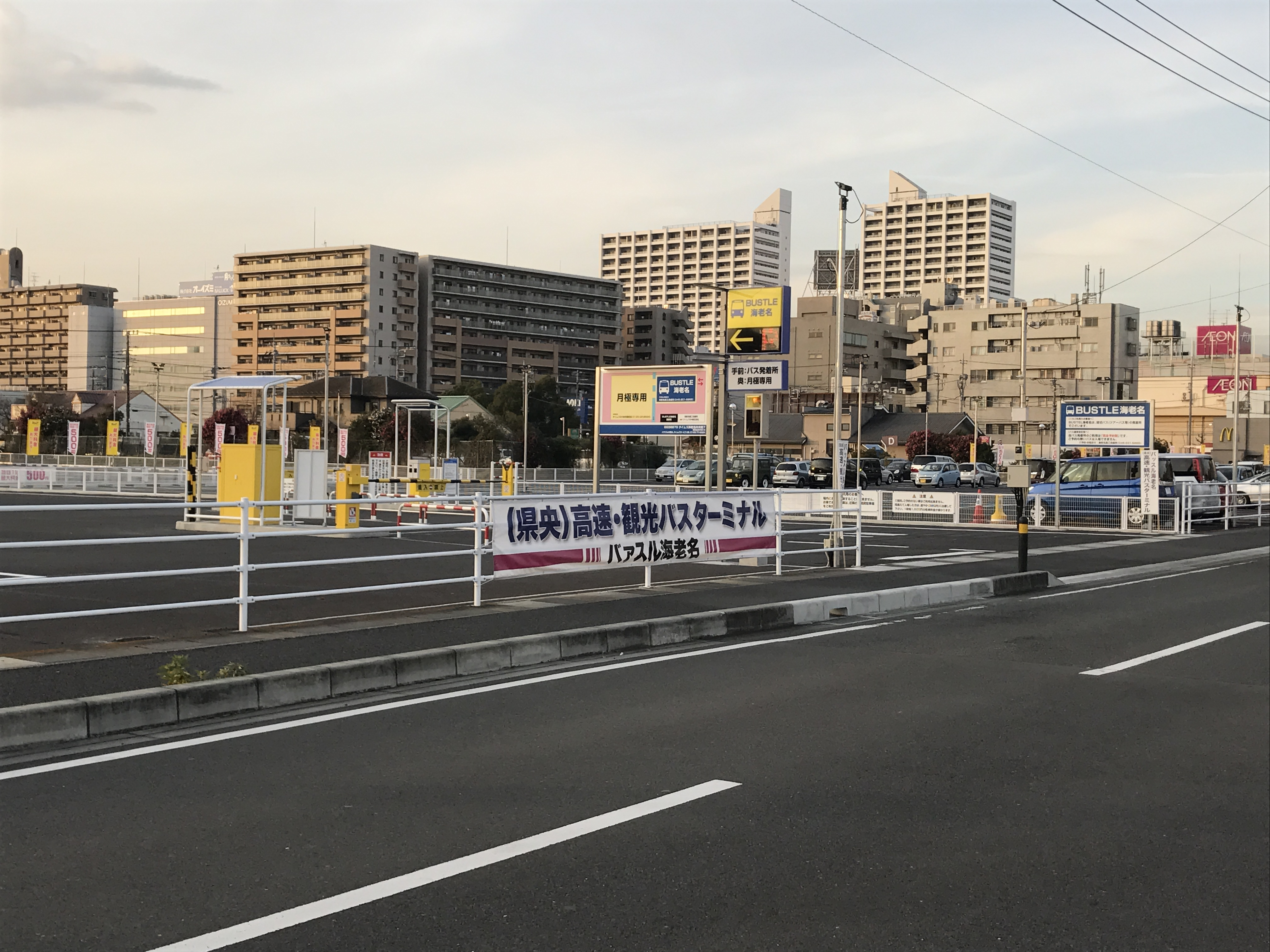
BUSTLE海老名

海老名駅より徒歩10分（約700m）離れた場所にある、高速・観光バスターミナル。

### 高速バス海老名（廃止）

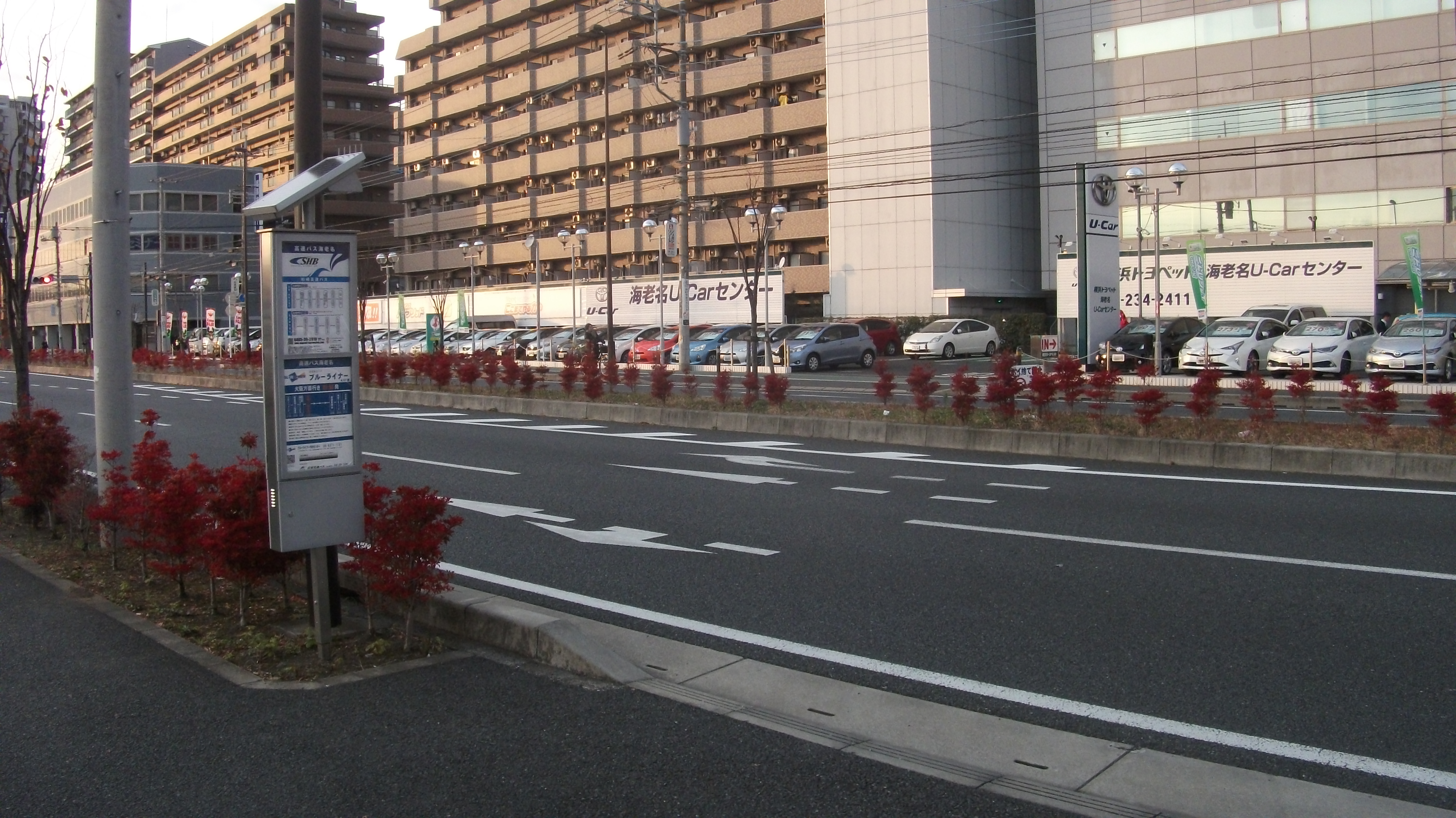
高速バス海老名バス停（廃止）

高速乗合バス専用。海老名駅東口のバスロータリーから海老名市役所方面へ南に約400m進んだところにある国分関免交差点の西側、ライオンデンタルクリニックの前にあった。
このバス停を使用するのは後発の高速乗合バス事業者のみで、海老名駅東口のバスロータリーは先発の相鉄バス（相鉄グループ）・神奈川中央交通（小田急グループ）のみが使用している。
2015年1月12日供用開始、BUSTLE海老名への移行に伴い2017年3月16日供用終了。

### 海老名駅東口企業送迎ターミナル (e-cat)

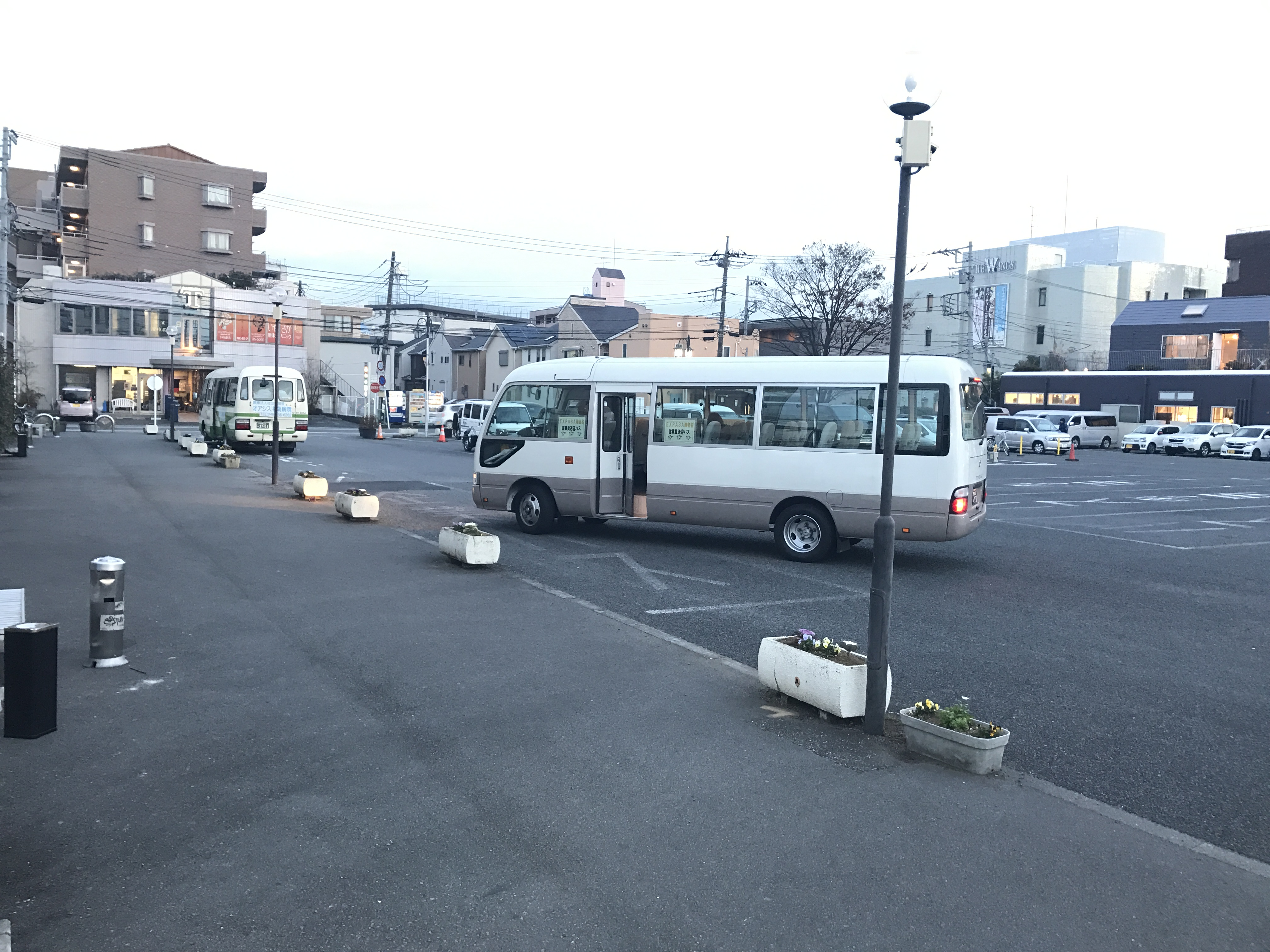
海老名駅東口企業送迎ターミナル e-cat

海老名駅東口から線路沿いに東方向（相模大野駅・横浜駅方面）へ約500m先の、押堀西交差点（目印はセブン-イレブン海老名駅前店）付近の駐車場内にある）。海老名商工会議所が管理している。最寄りのバス停は、天平通り（海老名市コミュニティバス 国分ルート）。主に企業の送迎バスが利用するターミナル。

## その他
小田急の車両を搬出入する際には相鉄線を経由して当駅が使用されていたこともある。

### 相鉄線と小田急線の相互乗り入れ構想
小田急と相鉄の駅舎がともに老朽化し、かつ手狭にもなっていたことから、新しい駅舎を建設（駅改良工事）することとなった（小田急は新築、相鉄は一部改良）。その際の2006年4月16日に当時の厚木市長の呼び掛けで両者関係者出席の下、相鉄線の駅から小田急小田原線本厚木駅への乗り入れに関するシンポジウムが開催された。相鉄側の見解としては、小田急線のみならず、他社線との相互直通（乗り入れ）については利便性向上や沿線価値の向上、新たな輸送需要喚起になるため、今後の研究課題としている。一方で、この時点で前述の当駅における新築計画を白紙として見直す必要があることに加え、
1. 車両や運転保安設備などに互換性がない。
2. 小田急とのダイヤ調整が必要である。
3. 海老名駅の構造など大規模な設備投資が必要。

などの課題もあり、小田急および相鉄は難色を示している。現在も前述の駅改良工事が継続されていることにより、構想の実現は更に遠のいている。

## 隣の駅
小田急電鉄（小田急）
 小田原線
- □特急ロマンスカー「はこね」「さがみ」一部停車駅（平日の「さがみ」の一部列車は始発駅）、「モーニングウェイ」「ホームウェイ」「メトロモーニングウェイ」「メトロホームウェイ」全列車停車駅

■快速急行・■急行
相模大野駅 (OH 28) - 海老名駅 (OH 32) - 本厚木駅 (OH 34)
□通勤準急・■準急・■各駅停車（通勤準急は平日朝上りのみ、準急は平日夕夜間下りのみ運転）
座間駅 (OH 31) - 海老名駅 (OH 32) - 厚木駅 (OH 33)
相模鉄道（相鉄）
 相鉄本線
■特急
大和駅 (SO14) - 海老名駅 (SO18)
■通勤急行（平日朝上りのみ運転）・■快速・■各駅停車
かしわ台駅 (SO17) - （相模国分信号所） - 海老名駅 (SO18)
東日本旅客鉄道（JR東日本）
■相模線
厚木駅 - 海老名駅 - 入谷駅